# 诺罗敦·西哈努克
诺罗敦·西哈努克（高棉語發音：[nɔroːɗɑm səjhanuʔ]；1922年10月31日—2012年10月15日），柬埔寨王室领袖、政治家、作曲家、电影制片人，曾两次即位为柬埔寨国王、多次担任柬埔寨首相职务。在柬埔寨，他也被尊称为“亲王父亲”（Samdech Euv）。
西哈努克于1922年生于金边，其父诺罗敦·苏拉玛里特是诺罗敦王室的后裔，母亲西索瓦·哥沙曼则来自西索瓦王室。当时柬埔寨是法国的保护国。二战時期1940年9月日軍占領法屬印度支那半島，1941年外祖父西索瓦·莫尼旺去世后，西哈努克被日本帝國控制下的维希法国印度支那殖民政府立为国王。1945年，西哈努克宣布柬埔寨独立並建立柬埔寨王國，日本承認其獨立，但實際上仍為傀儡政府。日本战败后，法国殖民势力重回印度支那，西哈努克积极展开斗争，使柬埔寨于1953年从法国殖民者手中获得独立。1955年，西哈努克将王位让给父亲苏拉玛里特，自己组建政治组织人民社会同盟并投身政治，赢得1955年大选，此后多次出任首相。人民社会同盟在政坛上具有绝对优势地位，使得西哈努克成为事实上的柬埔寨最高统治者。执政期间，镇压持不同政见者。1960年，苏拉玛里特国王逝世。西哈努克没有继任国王，而是就任终身国家元首。
1975年，红色高棉在柬埔寨内战中取得胜利，西哈努克被红色高棉迎回柬埔寨，仍担任国家元首职务，但没有任何实权。他于翌年辞去国家元首职务，随后红色高棉将国名改为民主柬埔寨，西哈努克本人被软禁在金边王宫中。1979年越南入侵柬埔寨的时候，西哈努克被释放，民主柬埔寨政府派他出国争取国际社会的支持。随后西哈努克再度流亡，于1981年组建奉辛比克党。次年，在东盟的斡旋下，奉辛比克党与宋双领导的高棉人民民族解放阵线、波尔布特领导的民主柬埔寨党（红色高棉）达成和解，共同组成民主柬埔寨联合政府，推戴西哈努克为主席，对抗越南及柬埔寨人民共和国。联合政府长期拥有联合国的合法席位，西哈努克也是国际社会公认的合法国家元首。在20世纪八十年代末期，为结束柬越战争，民柬联合政府与柬埔寨人民共和国进行非正式会谈。1990年，柬埔寨最高国家委员会成立，西哈努克任主席。1991年，巴黎和平协定签订后，柬埔寨过渡时期联合国权力机构于1993年主持大选，其子诺罗敦·拉那烈与洪森分别当选第一首相和第二首相，组建联合政府。1993年，柬埔寨恢复君主立宪制，西哈努克再次即位为王。2004年10月7日正式宣布退位，随后，其子诺罗敦·西哈莫尼被选举为新的国王。晚年的西哈努克多次至北京治病。2012年10月15日在卫生部北京医院逝世。
在外交关系上，西哈努克虽然声称保持中立，但实际上他更亲近于共产主义集团。1970年柬埔寨发生军事政变，驱逐西哈努克，美国扶植的高棉共和国成立。此后西哈努克先后流亡到中国大陆和朝鲜，组建柬埔寨王国民族团结政府，联合红色高棉共同对抗高棉共和国。西哈努克与毛泽东、周恩来、金日成等中国、朝鲜的领导人成为朋友，在两国一直受到外国元首的礼遇。西哈努克能够流利地说高棉语、法语和英语，且学过古希腊文和拉丁文。他爱好足球、篮球、排球和骑马，且是一位作曲家和电影制片人。文化大革命期间，西哈努克在中国知名度很高。今日柬埔寨的西哈努克市、西哈努克省、西哈努克国际机场、西哈努克云壤国家公园以及金边的西哈努克大道都是以他的名字命名的。

## 早年生活及初祚
诺罗敦·西哈努克是诺罗敦·苏拉玛里特与西索瓦·哥沙曼的独子。其名字“西哈努克”来源于梵语“狮子”（ siṃha）和“口”（ hanū）这两个词。王家占星家预言，若西哈努克由父亲家族抚养将会早夭，因此父母按照建议，将他送给哥沙曼的外祖母，原名為蘇·森巴特（Sao Sambhat）的帕特（Pat）抚养长大。Pat死后，哥沙曼让西哈努克与祖父诺罗敦·苏他罗生活，苏他罗让女儿諾羅敦·凱特·肯亞蒙（Norodom Ket Kanyamom）抚养他。西哈努克父母之间关系疏远，后来在回忆录中，西哈努克曾回想起自己孤独封闭的童年。西哈努克在金边的弗朗索瓦·博杜安（François Baudoin）学校和紐安·莫尼拉姆（Nuon Moniram）学校接受初级教育。在此期间，他获得外祖父西索瓦·莫尼旺的经济支持，带领一个业余表演团和足球队。1936年，西哈努克被送往交趾支那的西贡（今越南胡志明市），在寄宿的沙瑟卢·洛巴公立学校（Lycée Chasseloup Laubat，现为黎贵惇普通中学）接受教育。在学校里，西哈努克是一个优秀的学生和出色的音乐家，但没有接受过任何政治方面的训练。

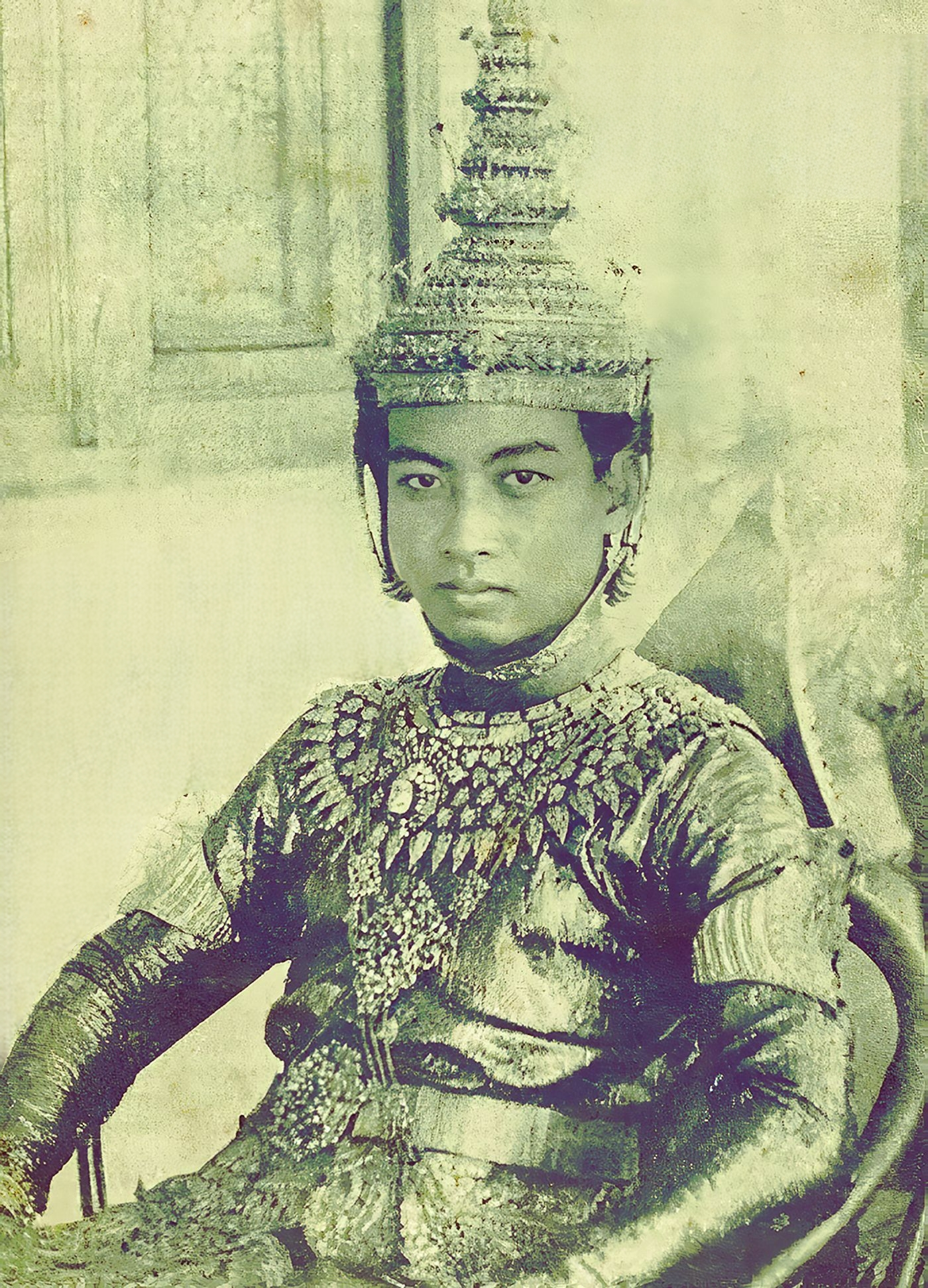
1941年11月，西哈努克在其即位典禮上

1941年4月23日，莫尼旺国王去世。此前法国人曾想要立诺罗敦·苏拉玛里特为王位继承人，莫尼旺的儿子西索瓦·莫尼勒却认为自己理所当然应该继承王位。诺罗敦、西索瓦两大王室为此争吵不休，最后由法属印度支那总督让德句裁决让西哈努克成为王位继承人。让德句之所以作出这样的决定，表面上声称西哈努克兼具两大王族的血统，此举是为了弥合两大王室间的裂缝；但大卫·钱德勒认为很可能是因为性格害羞内向的西哈努克更具“可塑性”，且没有独立倾向。翌日，他被柬埔寨王位委员会正式确定为国王，并于5月3日举行加冕仪式。日本占领柬埔寨期间，西哈努克将大部分时间花在体育运动、拍摄电影以及临时性的郊游。日军于1941年8月起占领了包括柬埔寨的法属印度支那，但法國殖民政府仍在日本控制下運作，后于1945年3月9日通过政变手段终止了法国殖民政府象征性的统治。在日本的压力下，西哈努克宣布柬埔寨独立，同时兼任首相。他将国名从法语的“Cambodge”更改为高棉语“Kampuchea”，宣布与法国签订的协议无效，并宣誓与日本人合作。
西哈努克以首相的身份废除末任柬埔寨高级专员乔治·戈蒂埃（Georges Gautier）公布的将高棉文字罗马化的法令。在柬埔寨独立后，高棉民族主义势力崛起。历史上，柬埔寨长时间受到越南的压迫，故而柬埔寨对越南抱有强烈的对抗意识。柬埔寨官方鼓勵反越情绪，并未采取任何措施改善柬越关系，仅签订了制定共同战略抵制法国人的纸上盟约。

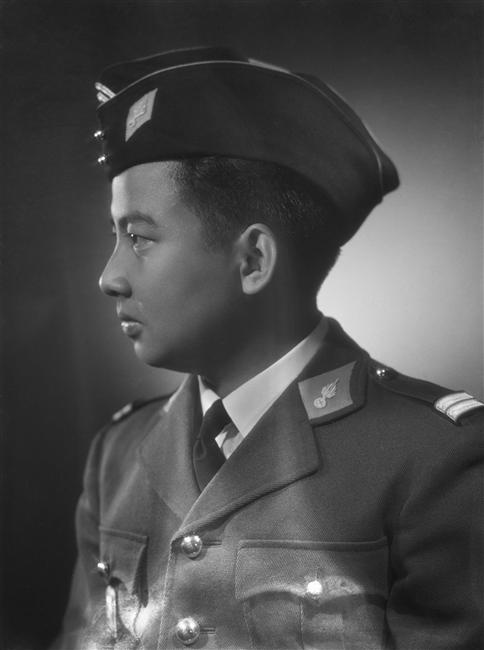
1946年的西哈努克

1945年8月日本投降后，忠于山玉成的民族主义军队发动政变，山玉成就任首相。持有民主主义思想的山玉成受到西哈努克的敌视。10月，法国势力回到柬埔寨，山玉成被解职并逮捕，由西哈努克的舅舅西索瓦·莫尼勒继任。莫尼勒签订了一个使柬埔寨在内政事务上拥有更大自治权的条约。1946年1月，柬埔寨达成妥协，留在法兰西联盟内，但拥有完全的自治权。一个由法国人和柬埔寨人共同组成的委员会随后成立，用以起草柬埔寨宪法，1946年4月，西哈努克引入了提供基于男性普选权的选举议会以及出版自由的条款。1947年5月，第一部宪法经西哈努克签字生效。大约这个时候，西哈努克于1946年和1948年先后两次前往法国索米尔的装甲骑兵分部训练学校接受军事训练。他被任命为法国陆军的预备队长。
1949年初，西哈努克与父母一起前往巴黎，同法国政府进行谈判，为柬埔寨争取更多的自治权。新的法国-柬埔寨条约取代了旧条约，承认柬埔寨在法兰西联盟中是“独立”的。实际上，该条约只给予了柬埔寨有限的自治权。虽然柬埔寨可以自由地管理其外交部，且在较小程度上可以自卫，但大部分其他部门仍然由法国人控制。与此同时，国民议会中持不同政见的立法委员开始攻击宾努首相领导的内阁未能解决困扰该国财政恶化和腐败问题。由严森波领导的异见立法委员叛投到民主党，并且罢免了宾努。严森波取代了宾努，但他的任命不被民主党人接受，民主党人迫使西哈努克解散了议会并重新举行选举。
厌倦了政治争吵的西哈努克于1949年9月解散了议会，但在大选举行前的两年里选择通过法令来进行统治，民主党人获得胜利。1951年10月，山玉成回到柬埔寨，受到十万名支持者的欢迎，西哈努克认为这种场面冒犯了自己的王权。山玉成于六个月后失蹤，可能是加入了高棉依萨拉。西哈努克命令民主党政府逮捕山玉成，但遭到无视。随后，反对君主制及法国人的民间示威活动在农村爆发，惊动了西哈努克，西哈努克开始怀疑民主党人是他们的同谋。1952年6月，西哈努克解除民主党候选人辉根托的职务，自任首相。几天后，西哈努克私下向美国代办托马斯·加德纳·科科伦愤怒地表示议会民主制不适合柬埔寨。
1952年1月，西哈努克在去法国以前再次任命宾努为首相。在那以后，西哈努克写信给法国总统樊尚·奥里奥尔，提及柬埔寨民众普遍存在反法情绪，要求他给予柬埔寨完全独立。奥里奥尔将西哈努克的请求推给了法国海外领土专员让·莱图尔诺，后者立即予以拒绝。随后，西哈努克前往加拿大和美国，并接受电台采访，陈述了他的论据。他利用这些国家普遍存在的反共情绪，论证柬埔寨面临共产主义的威胁与越南面对越盟的威胁相似，而解决方案是给予柬埔寨完全独立。西哈努克于1953年6月返回柬埔寨，住在暹粒。他组织公众集会，呼吁柬埔寨人为独立而斗争，并组建了一支由公民组成的民兵队，吸引了130,000名新兵。
1953年8月，法国同意将司法和内政的控制权移交给柬埔寨，随后又于1953年10月移交了国防部。月底，西哈努克前往金边，宣布柬埔寨于1953年11月9日自法国独立。1954年5月，西哈努克派他的两名内阁大臣涅刁龙和德藩代表柬埔寨参加日内瓦会议。日内瓦协定肯定了柬埔寨的独立，并允许其无限制地向任何国家寻求军事援助。与此同时，西哈努克与执政的民主党之间的关系依然紧张，因为民主党对他在政治上日益增长的影响力十分警惕。为反击民主党反对派，西哈努克举行了一场全国性的公民投票，以判定公众对他寻求国家独立努力的认可。虽然结果显示以99.8%通过，但澳大利亚历史学家米尔顿·奥斯本指出虽然是公开的无记名投票，投票者是在警察监视下被迫投下赞成票的。

## 人民社会同盟时期

### 退位进入政界
1955年3月2日，西哈努克退位，由父亲苏拉玛里特继位。在退位演讲中，西哈努克解释称自己退位是为了摆脱宫廷生活的“阴谋”，且能够以一个“普通公民”的身份更容易接触到普通民众。根据米尔顿·奥斯本的说法，西哈努克的退位为自己赢得了追逐政治的自由，同时继续享受自己还是国王时候得到的尊重。
1955年4月，西哈努克成立了自己的政党人民社会同盟，并表示有兴趣参加定于1955年9月举行的大选。虽然人民社会同盟事实上是一个政党，但西哈努克声称其应该被视为一个政治“组织”，并解释称它能够容纳具有不同政治倾向的人，条件是他们承诺忠于君主制。
人民社会同盟由四个君主主义的右翼小型政党組成，包括达春的胜利东北党、朗诺的高棉复兴党、人民党和自由党。与此同时，西哈努克对越来越左派的民主党和左翼的人民派失去耐心，因为二者都拒绝加入他的政党且反对他。他任命达春为国家安全局长，达春命令国家警察监禁二党的领导人，并驱散二党的选举集会。人民社会同盟在选举中获得了83%的有效选票。取得国民议会的所有席位，取代民主党成为多数党。次月，西哈努克被任命为首相。

### 首相任内（1955年–1960年）

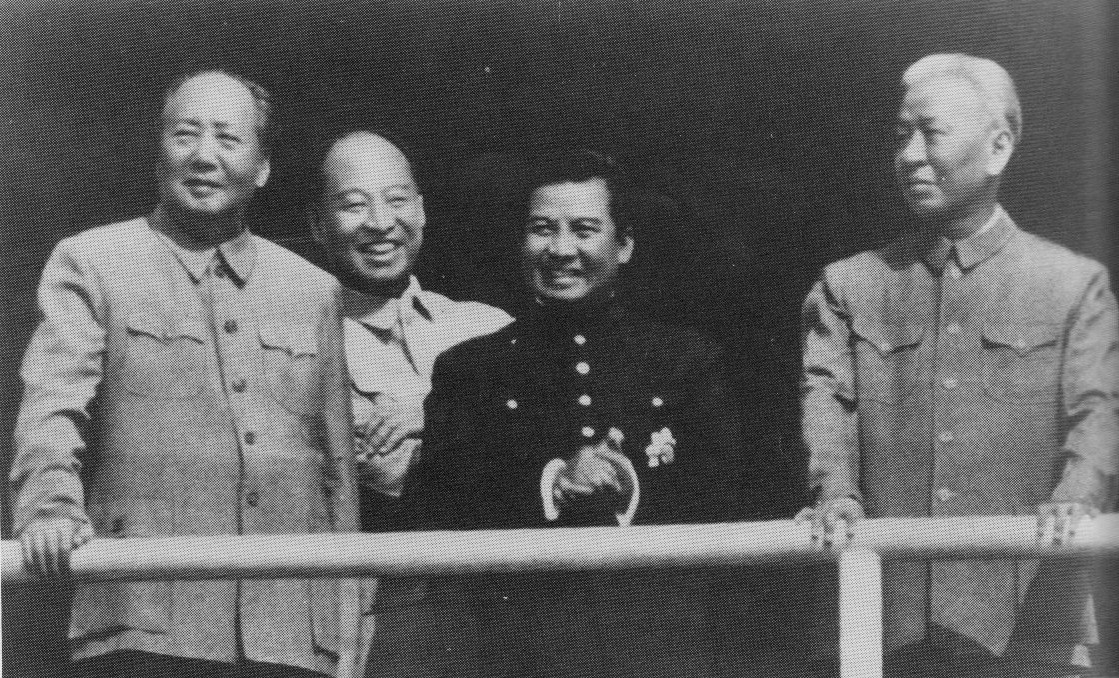
西哈努克在北京（1956年）。左起：毛泽东、彭真、西哈努克、刘少奇

西哈努克上任后，引入了数项宪法改革，包括扩大妇女选举权、采用高棉语作为国家唯一官方语言，并通过将决策权赋予首相而不是国王，从而使柬埔寨成为君主立宪制国家。他将社会主义视为是在新独立的柬埔寨建立社会平定和培养民族凝聚力的理想概念。1956年3月，他开始实施“佛教社会主义”的国家计划，一方面提倡社会主义原则，另一方面维护王国的佛教文化。1955年至1960年期间，西哈努克多次辞职，后又重新担任首相，理由是工作过度疲劳。西哈努克辞职后，国民议会提名经验丰富的政治家沈法、桑云担任首相，但他们在就任后几个月内都因为内阁大臣们一再就公共政策问题表示异议而辞职。
1955年5月，西哈努克接受了美国的军事援助。次月他在菲律宾进行国事访问时，中央情报局的工作人员试图使他将柬埔寨置于东南亚条约组织的保护之下。随后西哈努克开始怀疑美国试图破坏他的政府、并以此为目的向在国民议会中已无议席的民主党提供秘密支持。另一方面，西哈努克对中国留下了良好的印象，他于1956年2月首次访问中国的时候获得周恩来总理的热情接待。双方签署了友好条约，中国承诺向柬埔寨提供4000万美元的经济援助。西哈努克回国时，亲美的泰国首相沙立·他那叻、南越总统吴廷琰皆指责他是亲共产主义者。南越短暂地对柬埔寨实施贸易禁运，阻止贸易船只从西贡（今胡志明市）通过湄公河到达金边。西哈努克声称自己正奉行中立政策，但沙立和吴廷琰仍然不信任他，1958年柬埔寨与中国建立正式的外交关系后更甚。
民主党继续在他们的报纸上批评人民社会同盟和西哈努克，这让西哈努克大为惊愕。1957年8月，西哈努克终于失去耐心，呼吁民主党领导人进行辩论。其中五人参加了。在王国举行的辩论中，西哈努克以咄咄逼人的语气向民主党领导人提出质疑，要求他们提供政府渎职的证据，并邀请他们加入人民社会同盟。根据美国历史学家大卫·钱德勒的说法，民主党领导人做出犹豫不决的反应，给观众留下了他们对君主制不忠的印象。此次辩论导致了民主党事实上的消亡，其领导人随后遭到政府士兵的殴打，并得到西哈努克的默许。随着民主党被制服，西哈努克集中精力筹备即将在1958年3月举行的大选。他草拟了包括胡荣、符宁、周成名字在内的左翼政客的名单，将他们列为人民社会同盟的候选人，希望通过得到来自人民派左翼势力的支持来达到获胜的目的。人民派派出五名候选人参加选举，但有四人因为被国家警察禁止举行任何选举集会而退出。人民社会同盟在投票中赢得了国民议会的所有席位。
1958年12月，吴廷琰的弟弟兼首席顾问吴廷瑈提出了策划政变推翻西哈努克的想法。吴廷瑈秘密联系了西哈努克亲美的内政大臣达春，准备发动针对西哈努克的政变。达春获得了来自泰国、南越和美国中情局的秘密资金和军事的援助。1959年1月，西哈努克通过与达春联系的中间人了解了政变的计划。次月，西哈努克派兵抓捕达春，将其立即处决，有效终结了未遂政变。西哈努克随后指责南越和美国策划未遂政变。六个月后，在1959年8月31日，一个装有邮包炸弹的喷漆小包裹被送到了王宫。礼仪主管诺罗敦·瓦格里万（Norodom Vakrivan）在打开包裹后立即遇害，西哈努克的父母苏拉玛里特和哥沙曼坐在不远的另一个房间里，毫发无损地幸免于难。一项调查追溯得知该邮包炸弹来源于西贡的一个美军基地。虽然西哈努克公开指责吴廷瑈策划了炸弹袭击，但他暗中怀疑美国也参与其中。此次事件加深了他对美国的不信任。

### 初任国家元首（1960年–1965年）
在经过数个月的健康状况不佳之后，西哈努克的父亲苏拉玛里特于1960年4月3日逝世。西哈努克指责称其父受到邮包炸弹的惊吓。次日，柬埔寨国民议会举行非常会议，一致通过修改柬埔寨宪法中关于选举新国王和摄政问题的条款。原宪法规定，最高皇庭会议应该在王位空悬的三天内召开会议，选出新国王，在新国王未成年时，选出摄政。修改后的宪法规定，如果由于国事的原因，环境不允许选出新国王时，就选出摄政会议暂时负责行使国王的特权。摄政会议由三人组成，主席必须为王室成员。摄政会议由全体成员一致通过作出决定，需要国王批准的一切法令必须由全体成员签署。同日，最高皇庭会议开会，选择西索瓦·莫尼勒出任摄政。4月7日，西哈努克发表长篇演说，声称自己已经宣誓不再作柬埔寨国王，同时至少在他在世的时候不打算让自己的儿子当国王。西哈努克认为王位的世袭制度自法国殖民者入侵以后就被改变了；现有的选举君主制如果掌握得不好，甚至可能引起内战。他还拒绝了其他王室成员让哥沙曼王后继承王位的建议，声称“一旦王后成了柬埔寨的国王，就会有不少人打算盗用她的名义为非作歹，而王位对她只不过是一个火坑。”
在接下来的两个月里，西哈努克提出宪法修正案，新设国家元首的职位，该职位与国王在仪式上权力相同。1960年6月5日举行的公民投票通过了西哈努克的提议，西哈努克于1960年6月14日被正式任命为国家元首，其母哥沙曼仍保留王后的头衔，作为象征性的君主。大卫·钱德勒认为，西哈努克的这一决定严重削弱了持续统治柬埔寨超过一千年的君主制度。西哈努克以国家元首的身份接管了国王的各种仪式职责，例如举行公众谒见、领导御耕节仪式。同时，他继续作为人民社会同盟的领导人在政治上发挥积极作用。

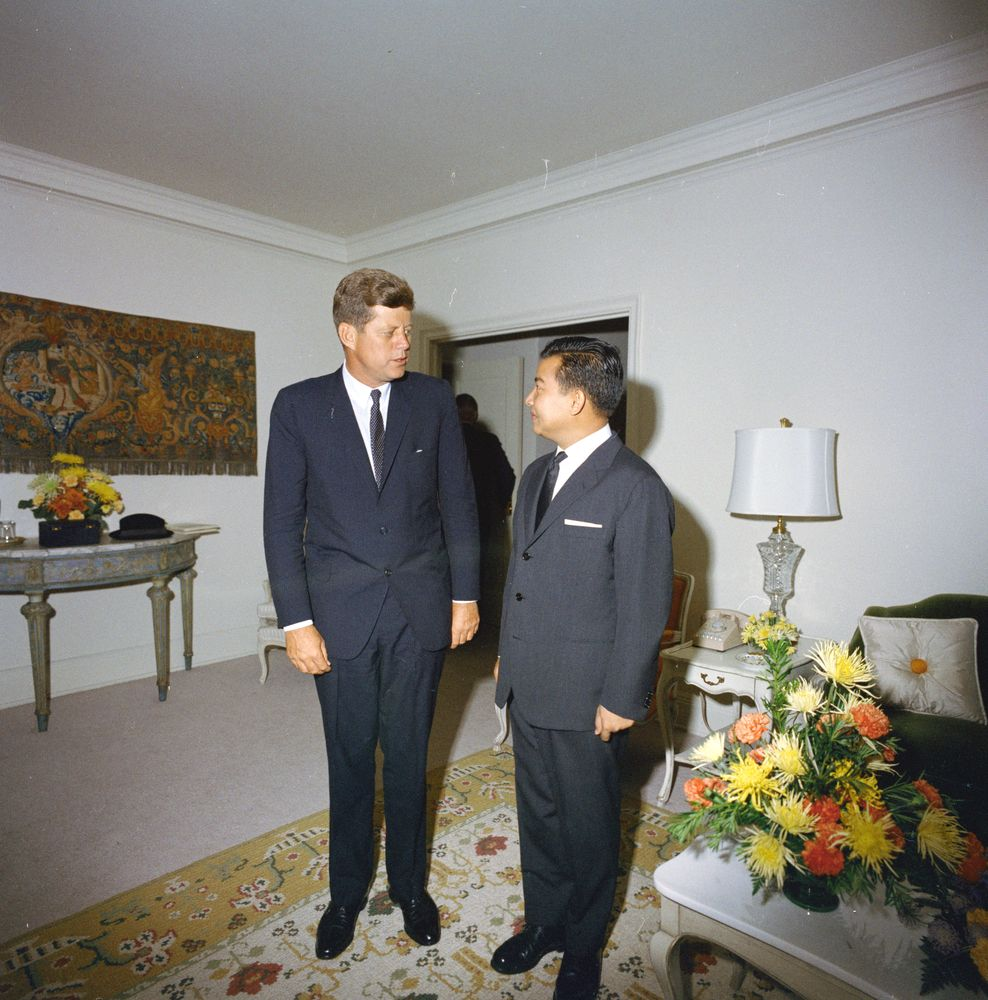
西哈努克与美国总统约翰·肯尼迪（1961年9月25日在纽约）

1961年，人民派的发言人农笋批评西哈努克未能解决该国的通货膨胀、失业及政治腐敗问题。农笋的发言成为西哈努克逮捕人民派领导人的突破口，据西哈努克的说法，他已经发现该党代表外国势力监督本国政治发展的计划。1962年5月，人民派总书记杜斯木失踪，其在意识形态上的盟友柬埔寨共产党怀疑杜斯木遭警方秘密逮捕并杀害。然而，西哈努克允许人民社会同盟的左翼政治家再次参加1962年大选，这些人都在大选中获胜。大选之后，他甚至任命左翼政治家胡荣、乔森潘分别担任计划部和商业部的大臣。
1962年11月，西哈努克呼吁美国停止支持自由高棉，他相信美国通过中央情报局秘密支持自由高棉。若是美国未能回应他的要求，他将拒绝来自美国的一切经济援助。后来他在1963年11月19日加以落实。与此同时，西哈努克将该国的转口贸易、银行业和酒业国有化。为监督国家转口贸易政策和监管事宜，他成立了国家进出口公司和法定委员会（National Export-Import Corporation and Statutory Board，简称SONEXIM）。当沙立、吴廷琰和美国总统约翰·肯尼迪于1963年11月和12月相继去世时，西哈努克指责他们试图破坏柬埔寨的稳定，因而对他们的死感到庆幸。他组织了音乐会，并给予公务员额外的休假时间来进行庆祝。美国政府对西哈努克的庆祝表示抗议，作为回应，西哈努克召回了柬埔寨驻美国大使龙金尼（Nong Kimny）。
1964年初，西哈努克与北越和越共签署了一项秘密协议，允许通过西哈努克港运送中国对越军事援助。柬埔寨军队则向越共提供粮食供应，同时得到了10%的军事设备供应。此外，他还允许越共在柬埔寨东部修建一条小道，以便他们的部队可以从北越接受战争物资。这条小道后来被称为西哈努克小道。当美国得知柬埔寨东部存在越共时，便对其进行轰炸，促使西哈努克于1965年5月断绝与美国的外交关系。由于这项秘密协议，包括中国、苏联和捷克斯洛伐克在内的共产主义国家向柬埔寨提供军事援助。
西哈努克曾有过建立“大柬埔寨”的梦想，他希望将南越控制下的下柬埔寨地区并入自己的王国中。历史上，下柬埔寨于越南人“南进”的过程中被侵占，后来成为法属交趾支那（越南人称“南圻”）的一部分。此前日本于1945年3月占领交趾支那的时候，越南要求日本占领军归还交趾支那，柬埔寨则要求归还占据交趾支那一半领土的下柬埔寨。为解决争议，日本原计划通过会议协商解决问题，但会议尚未召开时法国殖民者就重返印度支那。此后，法国在1949年作出有利于越南的判决，89,000平方公里的下柬埔寨被划归新成立的越南国。为实现“大柬埔寨”的梦想，西哈努克对南越境内的下高棉人、高地民族、占族等少数民族分离主义势力给予支持。西哈努克被认为是被压制民族斗争统一战线（FULRO）的后台，该组织于1964年9月24日发表的反东南亚条约组织言论与西哈努克政权高度相同。FULRO主席伊·班·埃纽尔于1965年率领代表团出席由西哈努克主持的印度支那人民会议。FULRO的领导人之一雷·格森可能是柬埔寨和法国情报部门的特工。

### 连任国家元首（1966年–1970年）

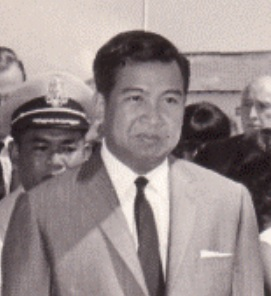
1967年的西哈努克

1966年9月的大选中，人民社会同盟中的保守派及右翼的立法委员主导了国民议会，他们提名政见相同的朗诺将军为首相。然而他们的选择不被西哈努克接受。为了抵消保守派和右翼势力的影响，西哈努克于1966年10月成立了人民社会同盟中左翼立法委员组成的影子政府。月底，朗诺提出辞去职务，但西哈努克讽刺挖苦地阻止他这么做。1967年4月发生三洛起义，当地农民与政府军在马德望省三洛县交战。政府军刚成功平定叛乱，西哈努克立刻怀疑人民社会同盟中的立法委员乔森潘、胡荣、符宁三人煽动叛乱。西哈努克威胁要把乔森潘、胡荣送上军事法庭，二人逃入丛林加入红色高棉，只留下符宁一人。
朗诺于1967年5月辞去首相职务，西哈努克任命宋双继任首相。与此同时，西哈努克撤换了由朗诺任命的保守派内阁大臣，由技术官僚和左翼政客取而代之。在同月下旬，在收到中国驻柬埔寨大使馆向柬埔寨民众发布文化大革命的政治宣传后，西哈努克指责中国支持柬埔寨华人参与“走私”和“颠覆性”活动。1967年8月，西哈努克派外交大臣诺罗敦·富里萨拉出使中国，敦促周恩来阻止中国大使馆的共产主义宣传，但未能成功。作为回应，西哈努克于1967年9月关闭了柬中友好协会。当中国政府提出抗议时，西哈努克威胁要关闭中国驻柬埔寨大使馆。周恩来介入，安抚西哈努克，并指示中国大使馆将其出版物送交柬埔寨新闻部，以便在分发前进行审查。
随着与中国的关系恶化，西哈努克寻求与美国和解。在得知肯尼迪的遗孀杰奎琳想看看吴哥窟的时候，西哈努克认为是与美国恢复关系的机会。西哈努克邀请她访问柬埔寨，于1967年10月亲自主持了这次访问。杰奎琳之访为西哈努克会见美国驻印度大使切斯特·鲍尔斯铺平了道路。西哈努克向鲍尔斯表达愿意恢复与美国的双边关系，并暗示若是美国军队进入柬埔寨攻击从南越撤退的越共军队，他将会视而不见，这种“紧追不舍”的方法使柬埔寨人不受伤害。肯顿·克莱默（Kenton Clymer）指出这一表态“没有理由被臆测为西哈努克批准了密集、持续的B-52轰炸袭击”。作为菜单行动的一部分，美国于1969年3月开始的在柬埔寨东部发起此轰炸。克莱默补充道：“无论如何，没有人问他……（美国人）从未要求西哈努克批准B-52的轰炸，且他也从未批准。”轰炸迫使越共逃离其丛林庇护所，在人口稠密的城镇和村庄寻求庇护。结果，西哈努克开始担心柬埔寨会被卷入越南战争。1969年6月，他对越南南方共和国临时革命政府予以外交承认，希望他们若赢得战争，可以将其负责的越共军队离开柬埔寨。与此同时，他还首次公开承认柬埔寨存在越共军队，促使美国在三个月后恢复了与柬埔寨的外交关系。
由于系统性腐败导致柬埔寨经济停滞不前，西哈努克于1969年1月在金边和西哈努克市开设了两家赌场。虽然赌场满足了他在当年创造高达七亿瑞尔的目标，但同时导致破产和自杀的人数急剧增加。1969年8月，朗诺再次被任命为首相，西索瓦·施里玛达为副首相。两个月后，朗诺离开柬埔寨寻求治疗，由施里玛达管理政府。1969年10月至12月期间，施里玛达制定了数项违背西哈努克意愿的政策，例如允许私人银行在该国重新开业、及使瑞尔贬值。他还鼓励大使绕过西哈努克直接写信给朗诺，因而激怒了西哈努克。1970年1月初，西哈努克离开柬埔寨前往法国接受治疗。在他离开后不久，施里玛达抓住机会，关闭了赌场。

## 废位及流亡
1970年3月11日，在北越和越南南方共和国大使馆外发生了一场大规模的抗议活动，要求越共军队撤离柬埔寨。抗议活动陷入混乱，抗议者洗劫了两个大使馆并将之纵火，惊动了西哈努克。当时西哈努克身处巴黎，他同时考虑回国平息抗议活动并访问莫斯科、北京与河内。他选择了后者，认为自己可以说服其领导人将越共军队召回于1964年至1969年期间在丛林建立的避难所。五天以后，歐姆·曼諾林（Oum Mannorine，西哈努克妻子莫尼克公主的同父异母兄弟）被传唤到国民议会，对腐败指控做出答复。在得知消息的当天晚上，曼諾林命令自己的部队逮捕朗诺和施里玛达，但相反地他自己却被朗诺的部队逮捕了。1970年3月18日，国民议会投票废黜西哈努克，允许朗诺行使紧急权力。
同日，西哈努克正在莫斯科会见苏联外交部长阿列克谢·柯西金，后者将新闻告诉了他。西哈努克从莫斯科飞往北京，获得周恩来的接见。周恩来安排北越总理范文同从河内飞来，会见了西哈努克。周恩来和范文同都鼓励西哈努克反抗朗诺，并承诺会提供军事和财政支持。西哈努克并不喜欢红色高棉，但在毛泽东、金日成等人的劝说下决定同红色高棉合作。1970年3月23日，西哈努克宣布成立柬埔寨民族统一阵线，鼓励柬埔寨民众加入，同朗诺政权作斗争。红色高棉士兵在柬埔寨乡村播放了西哈努克的消息，激起了支持西哈努克的示威活动，但遭朗诺的部队粗暴镇压。5月5日西哈努克宣布成立名为“柬埔寨王国民族团结政府”的流亡政府，以北京海淀区的友谊宾馆作为办公地点。民族团结政府的成立，导致包括中国、北越、朝鲜在内的共产主义国家与朗诺政权断绝外交关系。1970年7月2日金边的军事法庭指控前国家元首西哈努克犯有叛国罪和腐败罪。经过三天的审判，法官认定两项罪名成立，于7月5日缺席判处西哈努克死刑。

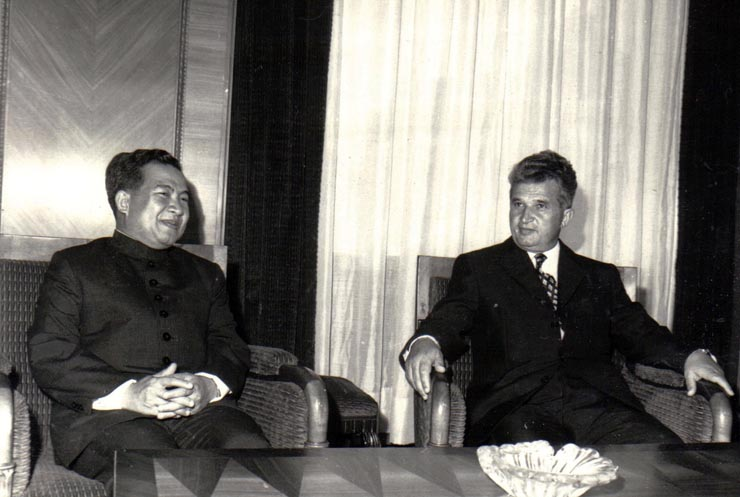
西哈努克（左）于1972年访问罗马尼亚，与该国领导人尼古拉·齐奥塞斯库（右）会面。

1970年至1975年期间，西哈努克在北京和平壤的国宾馆居住，获得中国和朝鲜的礼遇。西哈努克流亡中国后，与其家属长期居住在钓鱼台国宾馆五号楼。中国政府派出许多军警保障其人身安全，引起外宾的不便。因此周恩来指示外交部将东交民巷15号的清代法国大使馆旧址改为“柬埔寨元首府”，西哈努克一家于1970年12月迁入此地居住。朝鲜则于1974年在平壤大城区域为他建立拥有40个房间的豪华住宅“长寿园”（韓語：장수원），西哈努克曾在其附近的人工湖上乘船游览，并在院子里拍摄电影。不过，他后来宣称这两栋房产分别属于中国政府和朝鲜政府，并非自己的住宅。
1973年2月，西哈努克前往河内，开始与乔森潘及其他红色高棉领导人开始了漫长的旅途。车队沿着胡志明小道行进，次月抵达位于上丁省的柬埔寨边境。他们穿越上丁、柏威夏、暹粒等省。途中，西哈努克面对参与自由协议行动的美军飞机的不断轰炸。在暹粒，西哈努克参观了吴哥窟、女王宫和巴戎寺。他同乔森潘、胡荣、符宁等红色高棉领导人合影留念。合影人员中有一直默默无闻的沙洛特绍（后来的波尔布特），但西哈努克很可能没有意识到沙洛特绍才是红色高棉的最高领导人。后来，西哈努克在1979年的一次采访中谈及与红色高棉合作的决定时，表示自己只是一心要为柬埔寨的独立而尽力，“哪怕柬埔寨最后会变成共产国家”。然而，西哈努克派系与红色高棉之间的政治理念水火不容，双方关系自结成统一战线之始就十分紧张。西哈努克对这个之前想要推翻自己的敌人不抱有好感。1971年红色高棉派英萨利为特使前来北京时，西哈努克认为英萨利是被派来监视自己的。他还忧虑地担心自己会在革命成功后会遭到红色高棉的清算。红色高棉则是以彻底破坏封建体制为目标，将西哈努克当作封建主义的代表人物。西哈努克访问“解放区”时深受农民的欢迎，也使红色高棉深受困扰。红色高棉随即对“解放区”内的西哈努克的支持者进行清洗，并开始再度向“解放区”批判西哈努克是封建人物。塔莫克（努刚）等强硬派领导的地区，则开始认定自己是“红色高棉”而非“解放高棉”。在民族团结政府的公报中，使用“王家”这类词汇遭到了限制。
1973年8月，施里玛达写了一封公开信，呼吁西哈努克结束柬埔寨内战，并暗示存在让他回国的可能性。此信送交西哈努克时，遭到西哈努克愤怒地拒绝。

## 红色高棉时期
1975年4月17日，红色高棉占领金边，推翻高棉共和国。外界与柬埔寨的通讯被切断，西哈努克甚至没能直接得到金边陷落的消息。西哈努克仍然担任柬埔寨的国家元首，担任仪式性的职务，但他依然居住在北京东交民巷的“柬埔寨元首府”。5月17日，于元首府会见日柬友协会长、日本社会党前委员长、众议员佐佐木更三等日本友人。应朝鮮民主主義人民共和國主席金日成的邀请，西哈努克夫妇于5月19日抵达平壤进行友好访问。西哈努克长期留在平壤的“长寿园”。8月20日，乔森潘率领柬埔寨代表团访问朝鲜，西哈努克、宾努、乔森潘等民族团结政府代表与朝鮮勞動黨代表团在平壤会晤，并达成一系列共识。8月23日，西哈努克、宾努等人与乔森潘一起离开平壤，前往中国进行访问。柬埔寨代表团于次日抵达北京，8月26日和27日，先后受到周恩来总理、毛泽东主席的接见。8月30日离开北京，前往河内出席越南民主共和国成立三十周年的庆祝活动，9月4日返回北京。西哈努克最终决定返回柬埔寨，中共于9月6日为他召开欢送宴会。9月8日，西哈努克亦在人民大会堂举行宴会招待中国领导人。次日，西哈努克、宾努、乔森潘等率柬埔寨代表团回国，北京发动群众数万人聚集在天安门广场、首都机场欢送其归国。
西哈努克回国安葬了自己母亲哥沙曼王后的骨灰，但在柬埔寨逗留非常短暂。后再次出国，为民主柬埔寨的外交承认而奔走游说。他于12月31日回国主持会议，以支持民主柬埔寨宪法。1976年2月，乔森潘带他参观了柬埔寨的农村。西哈努克对“安卡”（Angkar，意为“组织”，即红色高棉当局）强迫劳动和人口迁移的手段感到震惊。参观结束后，西哈努克决定辞去国家元首职务。“安卡”最初拒绝了他的辞职请求，派英萨利挽留他。西哈努克于1976年4月2日再度请求辞职。在1976年4月11日至13日举行的柬埔寨第一届人民代表大会第一次全体会议上，西哈努克的辞职申请获得了批准，国名更改为民主柬埔寨，由乔森潘出任民主柬埔寨国家主席团主席、波尔布特出任总理。
大卫·钱德勒认为，西哈努克最重要的保护人周恩来于1976年1月去世，使红色高棉决定扫除西哈努克的势力。周恩来在生前对西哈努克未来的命运深感疑虑，担心红色高棉会对他进行清算，曾告诫红色高棉不要排斥他。民主柬埔寨对外电台声称西哈努克因为体力不支而退休，授予他“伟大的爱国英雄”称号，将会给予他退休金，并为他竖立一座纪念碑。然而这可能主要是说给外国人听的，事实上纪念碑并未竖立，退休金也从未支付。西哈努克在辞职后一直被软禁在王宫之中，同外界失去了联系，陪伴他的只有莫尼克公主以及西哈莫尼、诺林达拉邦两个儿子。他在警卫看管下虽然生活相对舒适，但一直为自己的性命提心吊胆。此前西哈努克曾在20世纪六十年代时患上糖尿病和抑郁症，这个时期他的病症复发。红色高棉原本想要处决西哈努克夫妇，但在中国和朝鲜的干预下他们得以幸免于难。1978年1月，周恩来的遗孀邓颖超应邀访问柬埔寨，希望见西哈努克一面，但波尔布特以其身体状况不佳、不愿见客为由予以拒绝。邓颖超坚持在宾馆楼上看到被软禁的西哈努克从楼下走过，以确认他还活着。其他王室成员则未能逃脱被清算的命运，有不少王室成员在红色高棉时期失踪，其中包括西哈努克的五个儿女和十四个孙辈，西哈努克推测他们都遭到了红色高棉的杀害。
1978年9月，西哈努克被转移到金边郊区的另一间公寓，一直住到年底。在软禁期间，西哈努克数次请求出国旅行，都被“安卡”拒绝。1979年元旦，西哈努克被从金边带到诗梳风，在那里待了三天，直到1月5日才被带回金边。西哈努克被带去会见波尔布特，后者向他介绍“安卡”击退越南军队的计划，此前越南军队于1978年12月入侵柬埔寨东部地区。红色高棉允许西哈努克夫妇离开柬埔寨，出国为民主柬埔寨政府寻求国际帮助。1979年1月6日，西哈努克从金边飞往北京，受到邓小平副总理的欢迎。三天以后，西哈努克离开北京飞往纽约，出席联合国安理会，谴责红色高棉策划的柬埔寨大屠杀以及越南对柬埔寨的占领。西哈努克向美国和法国申请政治避难，但不成功，最后得到中国的政治避难许可。

## 民柬联合政府时期

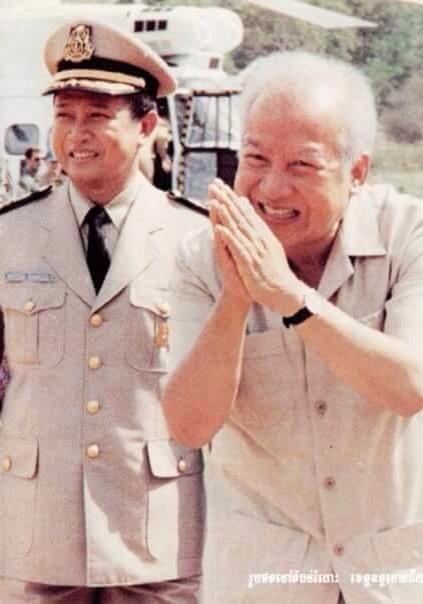
西哈努克（右）与其子拉那烈（左）

红色高棉政权被推翻后，越南扶植成立柬埔寨的新政府——柬埔寨人民共和国。中国领导人邓小平对越南在柬埔寨人民共和国中的影响力感到不满。邓小平向西哈努克提议，应与红色高棉合作推翻柬埔寨人民共和国政府，但遭到西哈努克的拒绝，因为西哈努克反对红色高棉执政期间执行的大屠杀政策。1981年3月，西哈努克建立抵抗组织奉辛比克党，辅以小股的抵抗军队西哈努克民族军（Armée nationale sihanoukiste）。他任命英丹为西哈努克民族军总司令，英丹在高棉共和国曾短暂担任过总理。西哈努克民族军需要来自中国的军事援助，邓小平抓住机会，使西哈努克开始与红色高棉合作。西哈努克不情愿地同意，于1981年3月开始与宋双领导的高棉人民民族解放阵线就组建统一的反柬埔寨人民共和国的抵抗运动而展开会谈。
在邓小平和新加坡总理李光耀的斡旋下，经过数轮谈判，奉辛比克党、高棉人民民族解放阵线和红色高棉同意于1982年6月组建民主柬埔寨联合政府。民柬联合政府由西哈努克领导，以流亡政府形式运作。在联合国，驱逐民主柬埔寨、接纳柬埔寨人民共和国的议案被否决，有效地确认西哈努克是国际社会公认的柬埔寨国家元首。
作为民柬联合政府主席，西哈努克在接下来五年里以中国政府为中介，试图通过谈判结束越南对柬埔寨的占领，但未能成功。在此期间，西哈努克任命两个儿子诺罗敦·夏卡朋和诺罗敦·拉那烈领导西哈努克民族军。夏卡朋于1985年5月被任命为副总司令，拉那烈则于1986年1月接替英丹担任总司令兼总参谋长。1987年12月，柬埔寨人民共和国总理洪森首次同西哈努克会面，讨论结束旷日持久的柬越战争。翌年7月，时任印度尼西亚外交部长阿里·阿拉塔斯作为中间人，柬埔寨四个派别之间举行了第一轮会谈，这四个派别是奉辛比克党、红色高棉、高棉人民民族解放阵线和柬埔寨人民共和国政府。1989年2月和5月又举行了两轮会议；由于所有会议都在雅加达举行，被称为雅加达非正式会议（Jakarta Informal Meetings，JIM）。
1989年7月，阿里·阿拉塔斯与法国外交部长罗纳德·迪马一起参加巴黎和平会议，讨论了在假定越南撤军后未来柬埔寨政府权力安排的计划。次月，西哈努克辞去奉辛比克党主席职务，但仍作为普通党员留在党内。1990年9月，联合国赞助设立柬埔寨最高国民委员会（Supreme National Council of Cambodia，简称SNC），此行政机构负责监督柬埔寨的主权事务，直到联合国主办的选举举行为止。随后，联合国安理会第668号决议批准了该机构的设立。1991年7月西哈努克退出奉辛比克党，当选最高国民委员会主席。

## 联柬权力机构时期
1991年，西哈努克率领奉辛比克党、红色高棉、高棉人民民族解放阵线与柬埔寨人民共和国签署了《巴黎和平协定》。该协定承认柬埔寨最高国民委员会是“柬埔寨主权的合法代表”，并在1992年至1993年期间成立柬埔寨过渡时期联合国权力机构作为过渡政府。联柬权力机构的的任务是在柬埔寨驻扎维和部队，以监督四个交战的柬埔寨派别部队解除武装，以及在1993年举行全国大选。西哈努克随后于1991年11月14日返回金边。西哈努克与洪森共同乘坐一辆敞篷轿车，从波成东机场（今金边国际机场）返回金边王宫，受到市民的夹道欢迎。联柬权力机构于1992年2月成立，但因红色高棉拒绝在裁军上进行合作而跌跌撞撞。作为回应，西哈努克敦促联柬权力机构在1992年7月和9月的两次维和进程中放弃红色高棉。在此期间，西哈努克大多时间居住在暹粒，偶尔乘坐直升机前去监督高棉人民民族解放阵线和奉辛比克党的选举筹备工作，及视察红色高棉抵抗者的营地。
1992年11月，西哈努克前往北京进行治疗时，被诊断出因冠状动脉和血管增厚而导致的中风。在接下来的六个月里一直在北京，直到1993年5月选举前夕返回柬埔寨。在北京期间，西哈努克向时任联合国秘书长布特罗斯·布特罗斯-加利提议柬埔寨采用总统制为政体，但在面对红色高棉的反对后很快放弃了这个想法。在大选中由西哈努克之子拉那烈领导的奉辛比克党赢得胜利，洪森领导的柬埔寨人民党紧随其后。人民党对大选结果不满意，1993年6月3日，洪森和谢辛呼吁西哈努克出来领导政府。西哈努克同意了，宣布成立以他为首的临时国民政府，以洪森和拉那烈为副手。拉那烈对西哈努克的宣布感到惊讶，因为西哈努克并未将计划告知他，联合澳大利亚、中国、英国和美国反对这个计划。次日，西哈努克通过全国电台广播宣布废止了他的公告。
1993年6月14日，在拉那烈主持的会议上恢复了西哈努克的国家元首职务，拉那烈借此机会宣布1970年推翻西哈努克的政变是“非法”的。西哈努克以国家元首的身份，将柬埔寨军队恢复为1970年以前的名字“柬埔寨王家军”。他还发布命令，将柬埔寨国正式更名为“柬埔寨”，将《王国》重新确定为国歌，对其歌词进行一些细微修改，同时将柬埔寨国旗恢复为1970年以前的国旗。与此同时，西哈努克任命拉那烈和洪森为联合首相，二者权力等大。这项临时安排于1993年7月2日由制宪会议批准。1993年8月30日，拉那烈和洪森会见了西哈努克并提出了两份宪法草案，其中一份规定了由国王领导的君主立宪制，另一份是由国家元首领导的共和国。西哈努克选择君主立宪制的草案，并于1993年9月21日由制宪会议批准。

## 重祚
新宪法于1993年9月24日生效，西哈努克重祚为柬埔寨国王。奉辛比克党、柬埔寨人民党和第三个政党佛教自由民主党组建永久联合政府。西哈努克任命拉那烈和洪森分别担任第一首相和第二首相。不久以后，西哈努克前往北京，在那里接受数个月的癌症治疗。1994年4月，西哈努克回国，次月要求政府召开新的选举，以便红色高棉可以被选举进入新政府。拉那烈和洪森都拒绝了他的建议。但西哈努克继续施压，并进一步提出由他领导的奉辛比克党、人民党和红色高棉组成的民族团结政府。两位首相再度拒绝西哈努克的提议，认为红色高棉过去不妥协的态度使提案不切实际。西哈努克退缩了，对洪森和拉那烈的无视感到沮丧。西哈努克的弟弟诺罗敦·施里武以及西哈努克的传记作者朱利奥·杰尔德雷斯（Julio Jeldres）都看出，这是君主制对国家事务的控制能力已经减弱的明显信号，至少和首相的权力相比已经明显减弱。

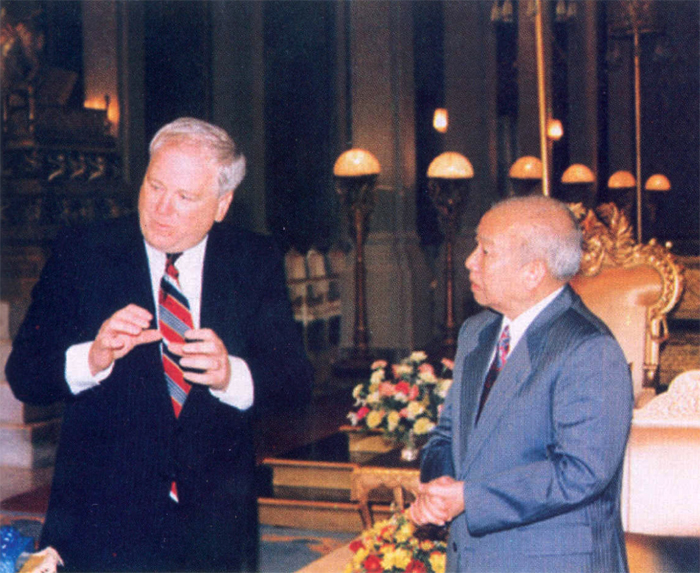
西哈努克于金边王宫会见美国大使肯尼思·M·奎因（1996年）

1994年7月，他的一个儿子诺罗敦·夏卡朋发动了一场推翻政府的未遂政变。政变失败后，夏卡朋逃到金边的一家宾馆避难，但政府军很快就发现了他的藏身之处并将宾馆包围。夏卡朋打电话给西哈努克，西哈努克与政府代表谈判，允许夏卡朋流亡马来西亚。11月，施里武被指控策划暗杀洪森，遭到监禁。西哈努克进行干预，将施里武拘留在内政部总部，西哈努克确信若将施里武留在监狱，将会在一场秘密计划中遭到杀害。施里武转移到更安全的地方后，西哈努克呼吁洪森让施里武一家流亡法国。随后洪森接受了他的提议。1995年9月5日，西哈努克对马来西亚进行国事访问，在吉隆坡湖宾公园酒店受到首相马哈迪·莫哈末的接见，西哈努克对马来西亚和马哈迪在为柬埔寨恢复独立与和平的过程中所给予的帮助表示感谢。
拉那烈与洪森两位首相之间的关系自1996年3月开始恶化，前者指责人民党多次推迟将低级政府职位分配给奉辛比克党的进程。拉那烈威胁称，若是自己要求得不到满足，他将退出联合政府并在同一年举行全国大选，这引起了洪森及其他人民党官员的不安。次月，西哈努克在巴黎主持了几位王室成员和数名奉辛比克党高级官员的会晤。西哈努克试图通过确保奉辛比克党不会离开联合政府来减少两党之间的紧张关系，且保守主义分子没有让洪森或人民党下台的计划。1997年3月，西哈努克声称民众中反对保王主义情绪的上升正在威胁君主制的存在，自己愿意放弃王位。作为回应，洪森简洁地警告西哈努克，若是坚持自己的建议，他将提出宪法修正案，禁止王室成员参与政治。正如本尼·维迪约诺（Benny Widyono）看到的那样，西哈努克仍受到柬埔寨选民的欢迎，而洪森担心一旦他退位进入政界，他将在未来的任何选举中获胜，从而削弱人民党的政治影响力。
1997年7月，人民党与奉辛比克党的部队在金边爆发暴力冲突，奉辛比克党部队被击败，拉那烈被免职。西哈努克对洪森策划冲突表示不满，但没有像奉辛比克党成员那样将拉那烈的免职称为“政变”。1997年8月6日，国民议会选举翁霍为第一首相，取代拉那烈；西哈努克指控罢免拉那烈是非法的，并再度提出放弃王位，但这个计划没有实现。1998年9月，奉辛比克党和桑兰西党指控人民党领导的政府在1998年大选中存在违规行为而举行抗议活动之后，西哈努克在暹粒举行政治会谈。洪森侥幸逃脱暗杀后，谈判在月底破裂，洪森指责桑兰西策划对自己的暗杀。两个月后，西哈努克于1998年11月促成了人民党与奉辛比克党之间的第二轮政治会谈，人民党与奉辛比克党之间达成建立联合政府的协议。
西哈努克每个月都会发布公告，撰写有关政治问题的评论，并发布20世纪五十年代和六十年代的柬埔寨旧照片。1997年，署名为“龙里”（Ruom Rith）人物第一次出现在他的月刊上，对洪森和政府发表批评性言论。对此洪森很生气，至少在1998年和2003年两次说服西哈努克停止发表评论。根据拉那烈的说法，“龙里”就是西哈努克，但西哈努克强烈否认这一说法。2002年7月，西哈努克对柬埔寨王位委员会的组织和运作缺乏详细的宪法规定表示关注。洪森拒绝西哈努克的担忧，随后西哈努克于2002年9月威胁退位，以迫使王位委员会召开并选举新的君主。
2003年7月再次举行大选，人民党获胜。然而，他们未能获得所有议会席位的三分之二，依宪法规定无法自行组建新政府。紧随其后的奉辛比克党和桑兰西党阻止人民党组阁。相反，二党于2003年8月向宪法委员会就所谓选举违规行为进行申诉。投诉遭拒后，二党威胁要抵制议员的宣誓仪式。西哈努克哄骗两党改变他们的决定，并表示若他们不遵守自己的意愿，他也会放弃主持仪式。两党最终收回威胁，于2003年10月举行宣誓就职仪式，西哈努克出席了会议。人民党、奉辛比克党、桑兰西党在2004年举行附加会议，试图打破政治僵局，但无济于事。与此同时，西哈努克提出由三党政治家共同组建团结政府，但遭洪森和拉那烈的拒绝。

## 退位及晚年
2004年7月6日，西哈努克在一封公开信中再次宣布退位计划。同时，他批评洪森和拉那烈无视自己于提出的如何解决去年政治僵局的建议。洪森和拉那烈同意提出宪法修正案，规定公开投票制度，要求议员通过举手表决选举内阁大臣和国民议会议长。西哈努克不赞成公开投票制度，呼吁参议院议长谢辛不要签署修正案。当谢辛听从他的建议时，西哈努克于7月15日国民议会召开表决修正案之前不久出国。2004年7月17日，人民党和奉辛比克党同意组建联合政府，使桑兰西党成为反对党。2004年10月6日，西哈努克写了一封信，呼吁王位委员会召开会议并选出继任者。国民议会和参议院都举行紧急会议，通过了允许国王退位的法律。2004年10月14日，王位委员会投票一致选举诺罗敦·西哈莫尼为西哈努克的继承者。西哈莫尼于2004年10月29日被加冕为柬埔寨国王。
2005年3月，西哈努克指责泰国、老挝和越南在没有柬埔寨参与的情况下单方面划定边界，侵占柬埔寨领土。两个月后，西哈努克成立由自己领导的最高国民边境事务委员会（Supreme National Council on Border Affairs，SNCBA）以解决这些问题。虽然桑兰西党和谢辛都表示支持西哈努克组建这个机构，但洪森决定成立独立机构国家边境事务局（National Authority on Border Affairs，NABA）以处理问题，而最高国民边境事务委员会仅作为一个咨询机构。2005年10月，洪森与越南签署边界条约后，西哈努克解散了该组织。2007年8月，总部设在美国的非政府人权组织柬埔寨司法与公平行动委员会（Cambodian Action Committee for Justice and Equity）呼吁取消西哈努克的国家豁免，使他能够在柬埔寨法院特别法庭出庭作证。作为对这个呼吁的回应，西哈努克邀请法庭的公共事务官彼得·佛斯特（Peter Foster）参加关于自己在红色高棉政权下个人经历的讨论会。洪森和奉辛比克党都批评了这个提议，指责该非政府组织对西哈努克不尊重。随后法庭拒绝了西哈努克的邀请。
翌年，柏威夏寺附近的领土争议导致泰国和柬埔寨双边关系紧张。西哈努克于2008年7月发表公报，强调其柏威夏寺是高棉寺院建筑，并重提1962年国际法院对该寺庙归属有利于柬埔寨的判决。2009年8月，西哈努克表示自己由于年龄原因很难履行个人职责，因此停止在个人网站发布信息。2009年至2011年期间，西哈努克大部分时间都在北京接受治疗。2011年10月30日，他在自己89岁生日及巴黎和平协定签订20周年纪念日上最后公开亮相。此后，西哈努克表示有意无限期地留在柬埔寨，但于2012年1月回到北京，在中国医生的建议下接受进一步治疗。

## 去世及葬礼

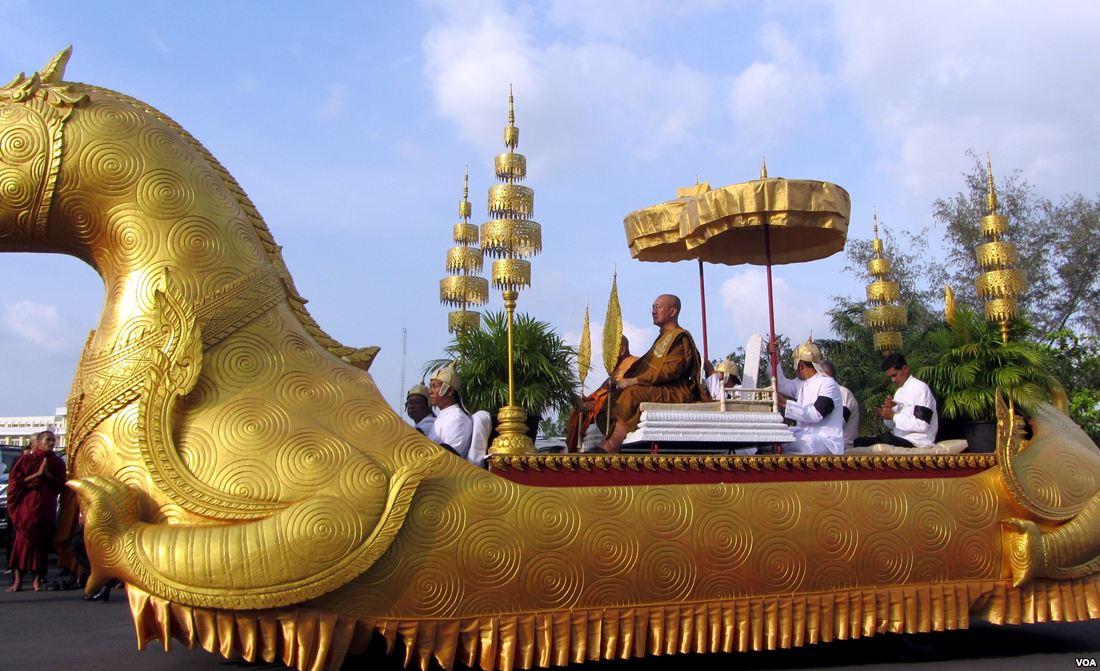
僧王武记迎接归国的西哈努克遗体

2012年1月，西哈努克发出一封信，表示希望在他去世后被火化，将骨灰葬于金瓮中。几个月后，他表示由于疲劳，不会从北京回国过90岁生日。2012年10月15日，西哈努克在北京时间凌晨2:20（柬埔寨标准时间凌晨1:20）因心脏病于北京去世，当天适逢柬埔寨最重要的节日之一亡人节。消息突然传出后，西哈莫尼国王、洪森首相及其他政府官员飞往北京道别。同日，中共中央总书记、国家主席胡锦涛、前中共中央总书记江泽民、全国人大常委会委员长吴邦国、国务院总理温家宝、全国政协主席贾庆林等致唁电表示慰问。国务院总理温家宝、国家副主席习近平至其生前住所，向莫尼列太后和西哈莫尼国王表示慰问。10月17日在卫生部北京医院举行遗体告别仪式，胡锦涛、温家宝出席仪式志哀，胡锦涛、江泽民、吴邦国、温家宝、贾庆林、李长春、习近平、李克强、贺国强、周永康和李鹏、万里、乔石、朱镕基、李瑞环、宋平、尉建行、李岚清、曾庆红、吴官正、罗干等现任和前任党和国家领导人向其遗体敬献花圈。北京新华门、人民大会堂、天安门广场、外交部降半旗志哀。
柬埔寨政府宣布2012年10月17日至24日为七天哀悼期，国旗下降之三分之一处。两天后，西哈努克的遗体由中国国际航空的航班从北京运回金边，120万人在机场至王宫之间的街道旁迎接。
2012年11月下旬，洪森表示，西哈努克的葬礼将于2013年2月进行。其遗体将放置在王宫供瞻仰三个月，直至2013年2月1日举行葬礼。经过6000米的游行，西哈努克的遗体被运到王家火葬场，至2月4日火化。次日，王室将部分骨灰撒入洞里萨河，其余骨灰被保留于王宫的大殿一年左右。2013年10月，一座带有西哈努克铜像的佛塔于独立纪念碑旁落成。2014年7月，西哈努克的骨灰葬于金边的银佛塔寺，其灵塔与女儿甘塔帕花的灵塔相邻。

## 艺术作品

### 电影
西哈努克一生制作了大约50部电影。他从小时候就开始对电影产生兴趣，因为经常与父母一起去看电影。1941年成为国王后不久，他制作了一些业余电影，并派柬埔寨学生前往法国学习电影制作。1965年，电影《吉姆老爷》发布时，他对电影中柬埔寨的负面描绘感到恼火。作为回应，他于1966年制作了他的第一部故事片《阿普萨拉》（Apsara）。1966年至1969年期间，他制作、导演并出演了八部电影，邀请王室成员和军事将领参演他的电影。西哈努克表示表示，他的电影创作旨在以积极的眼光描绘柬埔寨；米爾頓·奧斯本（Milton Osborne）也注意到这些电影充满了冷战和民族主义宣传的主题。西哈努克的前顾问查尔斯·迈纳（Charles Meyer）说，他的电影创作于20世纪六十年代，属于业余标准；雷尤姆藝術科學研究所所长李·达拉武（Ly Daravuth）于2006年同样评论称他的电影缺乏艺术品质。
1967年，西哈努克的电影《魔法森林》（La Foret Enchantee）被提名参加第五届莫斯科国际电影节。1968年，西哈努克推出金边国际电影节，该电影节于1969年第二次举办。这两年，设立了特别奖项类别“金色阿普萨拉奖”，西哈努克是其唯一的提名者和获奖者。西哈努克对电影的热爱，使其执政期间成为柬埔寨电影业的繁荣时期。
1970年西哈努克被驱逐后，在接下来的十七年里停止制作电影，直到1987年才开始继续创作。1997年，西哈努克获得莫斯科国际电影节的特别评审团奖，他在那里透露，他的每部电影作品从柬埔寨政府的获得了20,000美元到70,000美元的预算。六年后，西哈努克将他的电影档案捐赠给法国远东学院和澳大利亚的蒙纳士大学。2006年，他制作了他的最后一部电影《阿西娜小姐》（Miss Asina），后在2010年5月宣布退出电影制作。

### 音乐
从20世纪四十年代末至七十年代初，西哈努克至少写了48部音乐作品，他将传统高棉音乐和西方主题融入自己的作品中。20世纪四十年代至六十年代，他的作品多为伤感、浪漫及爱国主义的主题。西哈努克的浪漫歌曲反应了他与众多恋人，尤其是妻子莫尼克公主之间的关系。他创作的《我亲爱的》（My Darling）、《莫妮卡》（Monica）等作品献给莫尼克。他还写了民族主义歌曲，旨在展示省城的美丽，同时用来培养柬埔寨人的爱国主义和民族凝聚力。著名的作品包括《马德望之花》（Flower of Battambang）、《美丽的白马》（Beauty of Kep City）、《荔枝山》（Phnom Kulen）、《金边》（Phnom Penh）等。他的其他作品表达了自己对老挝、印度尼西亚、中国的感情，包括《琅勃拉邦》（Luang Prabang）、《怀念中国》（Nostalgia of China）、《再见茂物》（Goodbye Bogor）。
1970年被驱逐后，他写了几首革命风格的歌曲，赞扬共产主义国家的领导人，用来向支持柬埔寨王国民族团结政府的共产党领导人表示感谢。这些歌曲包括《致敬高棉人与金日成元帅》（Hommage Khmer au Maréchal Kim Il Sung）和《谢谢你，胡志明小道》（Merci, Piste Ho Chi Minh）。西哈努克从小时候就学会了演奏包括单簧管、薩克斯風、钢琴、手风琴在内的几种乐器。20世纪六十年代，西哈努克领导了一支由自己亲属组成的乐队，作为王宫的外交官演奏法国歌曲以及他自己的个人作品。西哈努克在柬埔寨各省巡游时，由王家军乐团和柬埔寨流行歌手陪同。这段时期也是柬埔寨流行音乐蓬勃发展时期，在纪录片《别认为我忘了：柬埔寨失去的摇滚乐》中有所体现。
后来在20世纪八十年代，西哈努克虽然流亡国外，每当他访问纽约市联合国总部时，他都会举办音乐会来招待外交官。1993年复位为国王之后，西哈努克继续在王宫举行的音乐会上偶尔表演。

## 头衔
西哈努克一生中因持有许多正式和非正式的头衔而闻名，吉尼斯世界纪录将其列为拥有各种国家及政治公职数量最多的王室成员。1941年西哈努克即位为王时使用的正式头衔是“诺罗敦·西哈努克·瓦尔曼国王”（Preah Bat Samdech Preah Norodom Sihanouk Varman），此头衔于1941年至1955年间使用，1993年至2004年再度使用。1955年退位后恢复了亲王头衔，同年，其父诺罗敦·苏拉玛里特授予他（Samdech Preah Upayuvareach）之头衔，此头衔字面意思上是“年轻的副王”，实为授予逊位国王的头衔。自20世纪六十年代初开始，西哈努克担任国家元首，被大多数柬埔寨人亲切地称为“亲王父亲”（Samdech Euv）。
2004年第二次退位后，西哈努克被称为柬埔寨“王父”（Preah Mâha Viraksat），中华人民共和国将其译为“太皇”。官方正式头衔为（Preah Karuna Preah Bat Sâmdach Preah Norodom Sihanouk Preahmâhaviraksat）。他也被以另一个荣衔进行称呼：“诺罗敦·西哈努克国王陛下，伟大的英雄国王，高棉独立、领土完整及国家统一的王父”。与此同时，他发布一项王室法令，要求称呼自己为“亲王祖父”（Samdech Ta）或“亲王曾祖父”（Samdech Ta-tuot）。2012年10月西哈努克逝世后，他被西哈莫尼国王追谥为“躺在钻石瓮中的诺罗敦·西哈努克国王”（Preah Karuna Preah Norodom Sihanouk Preah Borom Ratanakkot）。

## 勋章
| 国家           | 勋章                                   | 获得年         | 注释            |
| -------------- | -------------------------------------- | -------------- | --------------- |
| 法国           | 荣誉军团勋章大军官勋位                 | 1941年5月3日   | [ 338 ]         |
| 法国           | 荣誉军团勋章大十字勋位                 | 1941年10月21日 | [ 338 ]         |
| 大南國         | 第一項大南龍星                         | 1942年4月3日   | [ 338 ]         |
| 缅甸           | 最光荣的真理勋章大司令勋位             | 1954年11月15日 | [ 338 ]         |
| 泰国           | 扎克里王室勋章骑士勋位                 | 1954年12月15日 | [ 339 ]         |
| 文莱           | 文莱王室成员王冠勋章                   |                | [ 338 ]         |
| 大韩民国       | 无穷花大勋章                           |                | [ 338 ]         |
| 捷克斯洛伐克   | 白狮勋章第一等                         | 1955年         | [ 338 ]         |
| 日本           | 大勳位菊花章頸飾                       | 1955年12月2日  | [ 338 ]         |
| 菲律宾         | 西加都納勳章大项链级                   | 1956年1月30日  | [ 340 ]         |
| 波兰           | 波兰复兴勋章大十字勋位                 | 1956年6月      | [ 338 ]         |
| 西班牙         | 轭与箭皇家勋章项链级                   | 1956年6月22日  | [ 338 ]         |
| 西班牙         | 军功十字勋章白色大十字勋位             | 1956年6月22日  | [ 341 ]         |
| 苏联           | 一级苏沃洛夫勋章                       | 1956年7月7日   | [ 342 ]         |
| 奥地利         | 奥地利共和国国家功勋勋章大金质绶带勋位 | 1956年8月29日  | [ 338 ]         |
| 越南共和國     | 保國勳章                               | 1959年         | [ 338 ]         |
| 埃及           | 尼罗河勋章                             | 1959年11月9日  | [ 338 ]         |
| 叙利亚         | 倭马亚勋章                             | 1959年11月15日 | [ 338 ]         |
| 马来亚         | 联邦王室勋章荣誉勋位                   | 1963年         | [ 343 ]         |
| 寮王國         | 万象及白伞勋章项链级                   | 1963年4月18日  | [ 338 ]         |
| 新加坡         | 淡马锡勋章第一等                       | 1967年         | [ 344 ]         |
| 南斯拉夫       | 南斯拉夫之星大星级勋位                 | 1968年1月17日  | [ 338 ]         |
| 印度尼西亚     | 印度尼西亚之星第一等                   | 1968年4月1日   | [ 338 ] [ 345 ] |
| 埃塞俄比亚帝国 | 示巴女王勋章项链级                     | 1968年5月4日   | [ 338 ]         |
| 尼日尔         | 尼日尔国家勋章                         | 1969年11月5日  | [ 338 ]         |
| 马里           | 马里国家勋章大十字勋位                 | 1973年         | [ 346 ]         |
| 意大利         | 意大利共和国功绩勋章                   | 1973年5月26日  | [ 338 ]         |
| 摩洛哥         | 王座勋章                               | 1973年5月26日  | [ 338 ]         |

## 家庭

### 妻
西哈努克先后娶过6名妻子。这六位妻子为：
| 名字                   | 高棉文 | 罗马化                     | 出生           | 去世          | 注释 |
| ---------------------- | ------ | -------------------------- | -------------- | ------------- | --- |
| 帕·甘托尔              |        | Neak Moneang Phat Kanthol  | 1920年         | 1969年2月1日  | 王家芭蕾舞团演员，1941年与西哈努克结婚，生一子一女。由于她出身卑微，这段婚姻不被王室承认。在祖父压力下，西哈努克于1943年与其分手，随后甘托尔于1944年改嫁，1970年去世。其第二任丈夫以及甘托尔与第二任丈夫生的五个子女中四人在红色高棉时期被害                       |
| 西索瓦·蓬珊莫尼        |        | Sisowath Pongsanmoni       | 1929年1月26日  | 1974年12月5日 | 西索瓦·莫尼旺国王的女儿。1941年与西哈努克结婚，生四子三女。1951年离婚，改嫁一名中校。 |
| 西索瓦·莫尼盖珊        |        | Sisowath Monikessan        | 1929年4月6日   | 1946年2月17日 | 莫尼旺国王第十女，蓬珊莫尼同父异母的妹妹，1944年结婚。1946年在生下一子后因产后并发症去世。 |
| 诺罗敦·塔维特·诺丽亚   |        | Norodom Thavet Norleak     | 1927年12月28日 | 2017年2月4日  | 西哈努克的姨表妹，无子女。1955年3月4日正式结婚，是西哈努克的正妻，柬埔寨官方的第一夫人，1968年离婚移居法国，2019年去世。 |
| 玛尼婉·法尼翁          |        | Mam Manivan Phanivong      | 1934年         | 1975年4月19日 | 老挝人，1949年在老挝万象一次舞会上结识，后举行婚礼，生二女。1970年朗诺政变后，玛尼婉携女儿、女婿支持朗诺。她于红色高棉攻陷金边后逃往法国大使馆避难，后被认出并处决。                                                                                               |
| 诺罗敦·莫尼列·西哈努克 |        | Norodom Monineath Sihanouk | 1936年6月18日  | 在世          | 原名葆拉-莫尼克·伊齐（Paule-Monique Izzi），是一位法国银行家的女儿，具有法国、意大利混血血统。莫尼克于1955年3月5日结婚，成为“第二夫人”，1968年诺丽亚与西哈努克离婚后，莫尼克后成为了西哈努克唯一的合法伴侣。生二子，皆为婚前私生子，其中一子为后来的国王西哈莫尼。 |

### 子女
西哈努克共有8子6女。其中5个子女和14个孙辈在红色高棉政权时期失踪，西哈努克推测他们已遭红色高棉杀害。西哈努克的儿孙中，尤瓦那的儿子诺罗敦·维查林曾被推定死亡，事实上经泰国素林府逃往瑞典。后来维查林于2013年归国与家人团聚。
| 名字                   | 高棉文 | 罗马化                 | 出生           | 去世           | 生母            | 注释 |
| ---------------------- | ------ | ---------------------- | -------------- | -------------- | --------------- | --- |
| 诺罗敦·帕花黛维公主    |        | Norodom Buppha Devi    | 1943年1月8日   | 2019年11月18日 | 帕·甘托尔       | |
| 诺罗敦·尤瓦那王子      |        | Norodom Yuvaneath      | 1943年10月17日 | 2021年1月13日  | 西索瓦·蓬珊莫尼 | |
| 诺罗敦·拉那烈王子      |        | Norodom Ranariddh      | 1944年1月2日   | 2021年11月28日 | 帕·甘托尔       | |
| 诺罗敦·拉威望王子      |        | Norodom Ravivong       | 1944年7月8日   | 1973年7月31日  | 西索瓦·蓬珊莫尼 | 朗诺政变后加入了红色高棉，1973年因疟疾死于游击队营地。 |
| 诺罗敦·夏卡朋王子      |        | Norodom Chakrapong     | 1945年10月21日 | 在世           | 西索瓦·蓬珊莫尼 | |
| 诺罗敦·纳拉迪波王子    |        | Norodom Naradipo       | 1946年2月10日  | 1976年？       | 西索瓦·莫尼盖珊 | 朗诺夺权后被判5年监禁。红色高棉政权期间失踪。 |
| 诺罗敦·索丽亚·伦赛公主 |        | Norodom Sorya Roeungsi | 1947年4月6日   | 1976年？       | 西索瓦·蓬珊莫尼 | 先后三次结婚，第一次嫁给德藩之子，第三次在北京嫁给一名柬埔寨工程师。1975年随西哈努克回国。1976年4月同第三任丈夫一起失踪。 |
| 诺罗敦·甘塔帕花公主    |        | Norodom Kantha Bopha   | 1948年         | 1952年12月14日 | 西索瓦·蓬珊莫尼 | 死于白血病。 |
| 诺罗敦·克马努拉克王子  |        | Norodom Khemanourak    | 1949年9月26日  | 1975年？       | 西索瓦·蓬珊莫尼 | 娶桑云之女，生一女。1976年9月失踪。 |
| 诺罗敦·波东帕花公主    |        | Norodom Botum Bopha    | 1951年1月18日  | 1976年？       | 西索瓦·蓬珊莫尼 | 曾被朗诺政权判罪并监禁了几个月，获释后前往北京，1975年9月随父亲返回柬埔寨。1976年4月与其第三任丈夫一起失踪。她的所有子女（与第一任丈夫所生二子、第二任所生二子及第三任所生的两个子女），以及第二任丈夫西索瓦·杜萨迪（Sisowath Doussady）也都失踪。 |
| 诺罗敦·苏嘉塔公主      |        | Norodom Sujata         | 1953年3月10日  | 1975年4月20日  | 玛尼婉·法尼翁   | 红色高棉占领金边后前往法国大使馆避难，后与丈夫及所有子女一起被红色高棉处决。 |
| 诺罗敦·西哈莫尼国王    |        | Norodom Sihamoni       | 1953年5月14日  | 在世           | 诺罗敦·莫尼列   | 现任柬埔寨国王 |
| 诺罗敦·诺林达拉邦王子  |        | Norodom Narindrapong   | 1954年9月18日  | 2003年10月7日  | 诺罗敦·莫尼列   | 因心脏病去世 |
| 诺罗敦·阿伦拉斯美公主  |        | Norodom Arunrasmy      | 1955年10月2日  | 在世           | 玛尼婉·法尼翁   | |

### 祖先
|  |                                  |  |  |  |  |  |  |  |  |  |  |  |  |  |  |  |
|  | 16. 安东                         |  |  |  |  |  |  |  |  |  |  |  |  |  |  |  |
|  |                                  |  |  |  |  |  |  |  |  |  |  |  |  |  |  |  |
|  |                                  |  |  |  |  |  |  |  |  |  |  |  |  |  |  |  |
|  | 8. 诺罗敦                        |  |  |  |  |  |  |  |  |  |  |  |  |  |  |  |
|  |                                  |  |  |  |  |  |  |  |  |  |  |  |  |  |  |  |
|  |                                  |  |  |  |  |  |  |  |  |  |  |  |  |  |  |  |
|  | 17. Pen                          |  |  |  |  |  |  |  |  |  |  |  |  |  |  |  |
|  |                                  |  |  |  |  |  |  |  |  |  |  |  |  |  |  |  |
|  |                                  |  |  |  |  |  |  |  |  |  |  |  |  |  |  |  |
|  | 4. 诺罗敦·苏他罗                 |  |  |  |  |  |  |  |  |  |  |  |  |  |  |  |
|  |                                  |  |  |  |  |  |  |  |  |  |  |  |  |  |  |  |
|  |                                  |  |  |  |  |  |  |  |  |  |  |  |  |  |  |  |
|  | 18. 马德望的一位官僚             |  |  |  |  |  |  |  |  |  |  |  |  |  |  |  |
|  |                                  |  |  |  |  |  |  |  |  |  |  |  |  |  |  |  |
|  |                                  |  |  |  |  |  |  |  |  |  |  |  |  |  |  |  |
|  | 9. Bossaba Yem                   |  |  |  |  |  |  |  |  |  |  |  |  |  |  |  |
|  |                                  |  |  |  |  |  |  |  |  |  |  |  |  |  |  |  |
|  |                                  |  |  |  |  |  |  |  |  |  |  |  |  |  |  |  |
|  | 2. 诺罗敦·苏拉玛里特             |  |  |  |  |  |  |  |  |  |  |  |  |  |  |  |
|  |                                  |  |  |  |  |  |  |  |  |  |  |  |  |  |  |  |
|  |                                  |  |  |  |  |  |  |  |  |  |  |  |  |  |  |  |
|  | 20. 安东 (=16)                   |  |  |  |  |  |  |  |  |  |  |  |  |  |  |  |
|  |                                  |  |  |  |  |  |  |  |  |  |  |  |  |  |  |  |
|  |                                  |  |  |  |  |  |  |  |  |  |  |  |  |  |  |  |
|  | 10. 诺罗敦 (=8)                  |  |  |  |  |  |  |  |  |  |  |  |  |  |  |  |
|  |                                  |  |  |  |  |  |  |  |  |  |  |  |  |  |  |  |
|  |                                  |  |  |  |  |  |  |  |  |  |  |  |  |  |  |  |
|  | 21. Pen (=17)                    |  |  |  |  |  |  |  |  |  |  |  |  |  |  |  |
|  |                                  |  |  |  |  |  |  |  |  |  |  |  |  |  |  |  |
|  |                                  |  |  |  |  |  |  |  |  |  |  |  |  |  |  |  |
|  | 5. Norodom Phangangam            |  |  |  |  |  |  |  |  |  |  |  |  |  |  |  |
|  |                                  |  |  |  |  |  |  |  |  |  |  |  |  |  |  |  |
|  |                                  |  |  |  |  |  |  |  |  |  |  |  |  |  |  |  |
|  | 22. Lothia Sa                    |  |  |  |  |  |  |  |  |  |  |  |  |  |  |  |
|  |                                  |  |  |  |  |  |  |  |  |  |  |  |  |  |  |  |
|  |                                  |  |  |  |  |  |  |  |  |  |  |  |  |  |  |  |
|  | 11. Bopha Nuon                   |  |  |  |  |  |  |  |  |  |  |  |  |  |  |  |
|  |                                  |  |  |  |  |  |  |  |  |  |  |  |  |  |  |  |
|  |                                  |  |  |  |  |  |  |  |  |  |  |  |  |  |  |  |
|  | 1. 诺罗敦·西哈努克               |  |  |  |  |  |  |  |  |  |  |  |  |  |  |  |
|  |                                  |  |  |  |  |  |  |  |  |  |  |  |  |  |  |  |
|  |                                  |  |  |  |  |  |  |  |  |  |  |  |  |  |  |  |
|  | 24. 安东 (=16)                   |  |  |  |  |  |  |  |  |  |  |  |  |  |  |  |
|  |                                  |  |  |  |  |  |  |  |  |  |  |  |  |  |  |  |
|  |                                  |  |  |  |  |  |  |  |  |  |  |  |  |  |  |  |
|  | 12. 西索瓦                       |  |  |  |  |  |  |  |  |  |  |  |  |  |  |  |
|  |                                  |  |  |  |  |  |  |  |  |  |  |  |  |  |  |  |
|  |                                  |  |  |  |  |  |  |  |  |  |  |  |  |  |  |  |
|  | 25. Neang Pou                    |  |  |  |  |  |  |  |  |  |  |  |  |  |  |  |
|  |                                  |  |  |  |  |  |  |  |  |  |  |  |  |  |  |  |
|  |                                  |  |  |  |  |  |  |  |  |  |  |  |  |  |  |  |
|  | 6. 西索瓦·莫尼旺                 |  |  |  |  |  |  |  |  |  |  |  |  |  |  |  |
|  |                                  |  |  |  |  |  |  |  |  |  |  |  |  |  |  |  |
|  |                                  |  |  |  |  |  |  |  |  |  |  |  |  |  |  |  |
|  | 26. 一位官僚                     |  |  |  |  |  |  |  |  |  |  |  |  |  |  |  |
|  |                                  |  |  |  |  |  |  |  |  |  |  |  |  |  |  |  |
|  |                                  |  |  |  |  |  |  |  |  |  |  |  |  |  |  |  |
|  | 13. Van                          |  |  |  |  |  |  |  |  |  |  |  |  |  |  |  |
|  |                                  |  |  |  |  |  |  |  |  |  |  |  |  |  |  |  |
|  |                                  |  |  |  |  |  |  |  |  |  |  |  |  |  |  |  |
|  | 3. 西索瓦·哥沙曼                 |  |  |  |  |  |  |  |  |  |  |  |  |  |  |  |
|  |                                  |  |  |  |  |  |  |  |  |  |  |  |  |  |  |  |
|  |                                  |  |  |  |  |  |  |  |  |  |  |  |  |  |  |  |
|  | 28. 诺罗敦 (=8)                  |  |  |  |  |  |  |  |  |  |  |  |  |  |  |  |
|  |                                  |  |  |  |  |  |  |  |  |  |  |  |  |  |  |  |
|  |                                  |  |  |  |  |  |  |  |  |  |  |  |  |  |  |  |
|  | 14. Norodom Hassakan             |  |  |  |  |  |  |  |  |  |  |  |  |  |  |  |
|  |                                  |  |  |  |  |  |  |  |  |  |  |  |  |  |  |  |
|  |                                  |  |  |  |  |  |  |  |  |  |  |  |  |  |  |  |
|  | 7. Norodom Kanviman Norleak Tevi |  |  |  |  |  |  |  |  |  |  |  |  |  |  |  |
|  |                                  |  |  |  |  |  |  |  |  |  |  |  |  |  |  |  |
|  |                                  |  |  |  |  |  |  |  |  |  |  |  |  |  |  |  |
|  | 30. Sao, Devindra Kralahom       |  |  |  |  |  |  |  |  |  |  |  |  |  |  |  |
|  |                                  |  |  |  |  |  |  |  |  |  |  |  |  |  |  |  |
|  |                                  |  |  |  |  |  |  |  |  |  |  |  |  |  |  |  |
|  | 15. Sao Sambhat                  |  |  |  |  |  |  |  |  |  |  |  |  |  |  |  |
|  |                                  |  |  |  |  |  |  |  |  |  |  |  |  |  |  |  |
|  |                                  |  |  |  |  |  |  |  |  |  |  |  |  |  |  |  |
|  | 31. Yura Varman                  |  |  |  |  |  |  |  |  |  |  |  |  |  |  |  |
|  |                                  |  |  |  |  |  |  |  |  |  |  |  |  |  |  |  |
|  |                                  |  |  |  |  |  |  |  |  |  |  |  |  |  |  |  |

### 引用
1. 1 2  . BBC News. 2012-10-15  [2012-10-15]. （原始内容存档于2012-10-15）.
2. 1 2  . 人民日报. 1973年3月5日  [2019-09-17]. （原始内容存档于2019-09-17）.
3. ↑  央视网. .   [2019-06-22]. （原始内容存档于2019-06-22）.
4. 1 2 3  . 人民网. 2018年11月12日  [2019年6月19日]. （原始内容存档于2019年8月12日）.
5. 1 2  . 搜狐新闻. 2016-05-15  [2019-06-17]. （原始内容存档于2019-01-13）.
6. ↑  Jeldres (2005), p. 250.
7. ↑  Jeldres (2005), p. 35.
8. 1 2 3 4 5  Jeldres (2005), p. 30.
9. ↑  . 中国青年网. 2012年10月17日  [2019年6月22日]. （原始内容存档于2019年6月22日）.
10. ↑  Jeldres (2005), p. 27.
11. ↑  Mehta (2001), p. 1.
12. ↑  Jeldres (2003), p. 58.
13. 1 2 3 4  Chandler (2008), p. 204.
14. ↑  Sihanouk (Paris 1972), L'Indochine vue de Pékin, pp. 19-30
15. ↑  Sihanouk (Paris 1981), Souvenirs doux et amers, pp. 35-50
16. 1 2  Jeldres (2003), p. 44.
17. ↑  Jeldres (2005), p. 32.
18. ↑  Osborne (1994), p. 24
19. ↑  Jeldres (2005), p. 294.
20. 1 2  Jeldres (2003), p. 54.
21. ↑  Osborne (1994), p. 30.
22. ↑  Osborne (1994), p. 37.
23. ↑  Osborne (1994), p. 42.
24. ↑  Chandler (2008), p. 208.
25. ↑  Osborne (1994), p. 43.
26. 1 2  Chandler (2008), p. 209-210.
27. ↑  Osborne (1994), p. 45.
28. ↑  Osborne (1994), p. 48.
29. ↑  Jeldres (2005), p. 44.
30. ↑  Osborne (1994), p. 50.
31. ↑  Osborne (1994), p. 51.
32. ↑  Jeldres (2005), p. 46.
33. ↑  Jeldres (2005), p. 206.
34. ↑  Jeldres (2005), p. 47.
35. ↑  Chandler (1991), p. 43.
36. ↑  Chandler (1991), p. 40.
37. ↑  Chandler (1991), p. 41.
38. ↑  Chandler (1991), p. 42.
39. ↑  Osborne (1994), p. 66.
40. ↑  Osborne (1994), p. 63.
41. ↑  Chandler (1991), p. 58.
42. ↑  Chandler (1991), p. 59.
43. ↑  Chandler (1991), p. 60.
44. ↑  Chandler (1991), p. 62.
45. 1 2  Chandler (1991), p. 61.
46. ↑  Osborne (1994), p. 74.
47. ↑  Osborne (1994), p. 76.
48. 1 2 3 4  Jeldres (2003), p. 61.
49. ↑  Chandler (1991), p. 70.
50. ↑  Osborne (1994), p. 80.
51. ↑  Osborne (1994), p. 87.
52. ↑  Osborne (1994), p. 88.
53. ↑  Jeldres (2005), p. 52.
54. ↑  Osborne (1994), p. 89.
55. ↑  Jeldres (2005), p. 54.
56. ↑  Osborne (1994), p. 91.
57. ↑  Osborne (1994), p. 93.
58. ↑  Kiernan, B. How Pol Pot came to power, Yale University Press, 2004, p.158
59. ↑  Chandler (1991), p. 82.
60. ↑  Osborne (1994), p. 97.
61. ↑  Chandler (1991), p. 83.
62. ↑  Jeldres (2005), p. 55.
63. ↑  Jeldres (2003), p. 68.
64. ↑  Jeldres (2005), p. 58.
65. ↑  Jeldres (2005), p. 59.
66. ↑  Chandler (1991), p. 87.
67. ↑  Chandler (1991), p. 91.
68. ↑  Chandler (1991), pp. 95, 98.
69. ↑  Osborne (1994), p. 105.
70. ↑  Chandler (1991), p. 80.
71. ↑  Burchett (1973), pp. 78–9.
72. 1 2  Chandler (1991), p. 93.
73. ↑  Osborne (1994), p. 102.
74. ↑  Chandler (1991), p. 86.
75. ↑  Osborne (1994), p. 152.
76. ↑  Chandler (1991), p. 92.
77. ↑  Chandler (1991), p. 94.
78. ↑  Chandler (1991), p. 95.
79. ↑  Chandler (1991), p. 96.
80. ↑  Burchett (1973), p. 105.
81. ↑  Chandler (1991), p. 101.
82. ↑  Osborne (1994), p. 110.
83. ↑  Burchett (1973), p. 107.
84. ↑  Burchett (1973), p. 108.
85. 1 2  Burchett (1973), p. 110.
86. ↑  Osborne (1994), p. 112.
87. ↑  Chandler (1991), p. 107.
88. ↑  Osborne (1994), p. 115.
89. ↑  . 人民日报. 1960年4月6日  [2019-09-17]. （原始内容存档于2019-09-17）.
90. ↑  Jeldres (2005), p. 61.
91. ↑  . 人民日报. 1960年4月9日  [2019-09-17]. （原始内容存档于2019-09-17）.
92. ↑  Jeldres (2005), p. 62.
93. ↑  Chandler (2008), p. 235.
94. ↑  Osborne (1994), p. 120.
95. ↑  Osborne (1994), p. 144.
96. ↑  Chandler (1991), p. 119.
97. ↑  Chandler (1991), p. 120.
98. ↑  Osborne (1994), p. 157.
99. ↑  Osborne (1994), p. 158.
100. ↑  Peou (2000), pp. 125–6.
101. ↑  Burchett (1973), p. 133.
102. ↑  Osborne (1994), p. 161.
103. ↑  Burchett (1973), p. 137.
104. ↑  Chandler (1991), pp. 136–7.
105. ↑  Chandler (1991), p. 140.
106. 1 2  Marlay and Neher (1999), p. 160.
107. ↑  Burchett (1973), p. 139.
108. ↑  Peou (2000), p. 124.
109. ↑  Chandler (2008), p. 269.
110. ↑  McHale, Shawn. . The Journal of Asian Studies. 2013, 72 (2): 367. ISSN 0021-9118. doi:10.1017/s0021911813000016.
111. ↑  "Tiger Men: An Australian Soldier's Secret War in Vietnam" by Barry Petersen.
112. ↑  Christie, C. J. A modern history of Southeast Asia: decolonization, nationalism and separatism, I B Tauris, 1996, p.101
113. ↑  Hickey, G. Window on a war: an anthropologist in the Vietnam conflict, p.175
114. ↑  White, T. Swords of lightning: special forces and the changing face of warfare, Brassey's, 1992, p.143
115. ↑  Osborne (1994), p. 187.
116. ↑  Osborne (1994), p. 188.
117. ↑  Chandler (1991), p. 156.
118. ↑  Osborne (1994), p. 189.
119. ↑  Chandler (1991), p. 164.
120. ↑  Osborne (1994), p. 190.
121. 1 2  Osborne (1994), p. 193.
122. 1 2  Chandler (1991), p. 166.
123. ↑  Cohen (1968), p. 18.
124. ↑  Cohen (1968), p. 19.
125. ↑  Cohen (1968), p. 25.
126. ↑  Cohen (1968), p. 26.
127. 1 2  Cohen (1968), p. 28.
128. ↑  Cohen (1968), p. 29.
129. ↑  Marlay and Neher (1999), p. 162.
130. ↑  Osborne (1994), p. 195.
131. 1 2  Clymer 2013，第14–16頁.
132. ↑  Chandler (1991), p. 173.
133. ↑  Burchett (1973), p. 40.
134. ↑  Chandler (1991), p. 184.
135. ↑  Chandler (1991), p. 139.
136. ↑  Osborne (1994), p. 205.
137. 1 2  Chandler (1991), p. 185.
138. ↑  Chandler (1991), p. 189.
139. ↑  Jeldres (2005), p. 70.
140. ↑  Marlay and Neher (1999), p. 164.
141. ↑  Osborne (1994), p. 211.
142. ↑  Chandler (1991), p. 195.
143. ↑  Osborne (1994), p. 213.
144. ↑  Burchett (1973), p. 51.
145. ↑  Burchett (1973), p. 50.
146. ↑  Jeldres (2005), p. 79.
147. ↑  Osborne (1994), p. 218.
148. ↑  Osborne (1994), p. 219.
149. 1 2  . 南国早报.   [2012-10-16]. （原始内容存档于2014-03-02） （中文（简体））.
150. ↑  Jeldres (2005), p. 137.
151. ↑  Burchett (1973), p. 271.
152. ↑  Marlay and Neher (1999), p. 167.
153. ↑  Burns, John F. . New York Times. 1985-06-22  [2015-09-30]. （原始内容存档于2015-09-30）.
154. ↑  Poppy McPherson. . Phnom Penh Post. 2014-11-07  [2015-09-30]. （原始内容存档于2015-09-30）.
155. ↑  Georgia Wilkins. . Phnom Penh Post. 2008-08-29  [2015-09-30]. （原始内容存档于2015-09-30）.
156. ↑  Jeldres (2005), p. 178.
157. ↑  Jeldres (2005), p. 183.
158. ↑  Prince Sihanouk of Cambodia. Interviews and talks with Prince Norodom Sihanouk. Hamburg 1985. p. 14.
159. ↑  Kiernan, B. How Pol Pot Came to Power, Yale UP, 2004, p.335
160. ↑  Osborne (1994), p. 226.
161. ↑  Press Staff. . New York Times. 1975-04-18  [2015-07-16]. （原始内容存档于2016-03-05）.
162. ↑  . 人民日报. 1975年5月18日  [2019-09-17]. （原始内容存档于2019-09-17）.
163. ↑  . 人民日报. 1975年5月20日  [2019-09-17]. （原始内容存档于2019-09-17）.
164. ↑  . 人民日报. 1975年8月22日  [2019-09-17]. （原始内容存档于2019-09-17）.
165. ↑  . 人民日报. 1975年8月23日  [2019-09-17]. （原始内容存档于2019-09-17）.
166. ↑  . 人民日报. 1975年8月24日  [2019-09-17]. （原始内容存档于2019-09-17）.
167. ↑  . 人民日报. 1975年8月27日  [2019-09-17]. （原始内容存档于2019-09-17）.
168. ↑  . 人民日报. 1975年8月28日  [2019-09-17]. （原始内容存档于2019-09-17）.
169. ↑  . 人民日报. 1975年8月31日  [2019-09-17]. （原始内容存档于2019-09-17）.
170. ↑  . 人民日报. 1975年9月5日  [2019-09-17]. （原始内容存档于2019-09-17）.
171. ↑  . 人民日报. 1975年9月7日  [2019-09-17]. （原始内容存档于2019-09-17）.
172. ↑  . 人民日报. 1975年9月9日  [2019-09-17]. （原始内容存档于2019-09-17）.
173. ↑  . 人民日报. 1975年9月10日  [2019-09-17]. （原始内容存档于2019-09-17）.
174. ↑  Marlay and Neher (1999), p. 168.
175. ↑  Jeldres (2005), p. 191.
176. ↑  Osborne (1994), p. 231.
177. ↑  Osborne (1994), p. 232.
178. ↑  Dommen, A. The Indochinese Experience of the French and the Americans, IUP, p.967
179. ↑  Osborne (1994), p. 233.
180. 1 2  . 人民日报. 1976年4月15日  [2019-09-17]. （原始内容存档于2019-09-17）.
181. 1 2 3 4  Chandler (2008), p. 261.
182. ↑  Chandler (1991), p. 132.
183. ↑  Osborne (1994), p. 235.
184. 1 2  .   [2019-06-18]. （原始内容存档于2013-05-02）.
185. ↑  . 人民日报. 1978年1月19日  [2019-09-17]. （原始内容存档于2019-09-17）.
186. ↑  . 人民网. 2016年10月13日  [2019年6月18日]. （原始内容存档于2019年8月15日）.
187. ↑  . 人民网. 2014年4月17日  [2019年6月18日]. （原始内容存档于2020年5月16日）.
188. 1 2  Douglas Gillison. . The Cambodia Daily. 2008-04-22  [2015-07-21]. （原始内容存档于2015-09-03）.
189. ↑  Osborne (1994), p. 238.
190. ↑  Osborne (1994), p. 234.
191. ↑  Osborne (1994), p. 240.
192. ↑  Chandler (1991), p. 311.
193. ↑  Osborne (1994), p. 242.
194. ↑  Jeldres (2005), p. 202.
195. ↑  Jeldres (2005), pp. 205–6.
196. 1 2  Jeldres (2005), p. 207.
197. ↑  Jeldres (2005), pp. 197–8.
198. ↑  Jeldres (2005), p. 235.
199. ↑  Mehta (2001), p. 68.
200. ↑  Osborne (1994), p. 251.
201. ↑  Jeldres (2005), p. 236.
202. ↑  Jeldres (2005), p. 239.
203. ↑  Jeldres (2005), p. 240.
204. ↑  Carney, Timothy. Kampuchea in 1982: Political and Military Escalation. p. 80. In Asian Survey, 23:1, 1983.
205. ↑  Osborne (1994), p. 252.
206. ↑  Mehta (2001), p. 73.
207. ↑  Mehta (2001), p. 184.
208. ↑  Mehta et al. (2013), pp. 154–5.
209. 1 2  Widyono (2008), p. 34.
210. ↑  Post Staff. . Lodi News-Sentinel. 1989-08-29  [2015-06-25]. （原始内容存档于2016-04-11）.
211. ↑  Findlay (1995), p. 8.
212. ↑  Osborne (1994), p. 255.
213. ↑  Findlay (1995), p. 7.
214. ↑  Findlay (1995), p. 9.
215. ↑  Findlay (1995), p. 12.
216. ↑  Findlay (1995), p. 15.
217. ↑  Widyono (2008), p. 142.
218. ↑  Widyono (2008), pp. 82–3.
219. ↑  Widyono (2008), p. 84.
220. ↑  Findlay (1995), p. 46.
221. ↑  AFP. . New Straits Times. 1992-12-13  [2015-07-23]. （原始内容存档于2016-04-30）.
222. ↑  Marlay and Neher (1999), p. 172.
223. ↑  Findlay (1995), p. 86.
224. ↑  Findlay (1995), pp. 56–7.
225. ↑  Findlay (1995), pp. 2, 84.
226. ↑  Widyono (2008), p. 124.
227. ↑  Widyono (2008), p. 125.
228. 1 2  Findlay (1995), p. 93.
229. ↑  Mehta et al. (2013), p. 231.
230. ↑  Widyono (2008), p. 129.
231. ↑  Osborne (1994), p. 261.
232. ↑  Widyono (2008), p. 161.
233. ↑  Findlay (1995), p. 97.
234. ↑  Jeldres (2003), p. 11.
235. ↑  Widyono (2008), pp. 1844–5.
236. ↑  Mehta et al. (2013), p. 232.
237. ↑  Peou (2000), p. 220.
238. ↑  Peou (2000), p. 221.
239. ↑  Mehta et al. (2013), p. 233.
240. ↑  Widyono (2008), p. 162.
241. ↑  Peou (2000), p. 222.
242. ↑  Widyono (2008), p. 163.
243. ↑  Peou (2000), p. 223.
244. ↑  Peou (2000), p. 225.
245. ↑  Mehta et al. (2013), p. 246.
246. ↑  Nate Thayer. . Phnom Penh Post. 1994-07-15  [2015-02-20]. （原始内容存档于2015-08-17）.
247. ↑  Widyono (2008), p. 184.
248. ↑  Widyono (2008), p. 185.
249. ↑  . Business Times. 1995-09-06. （原始内容存档于2023-04-15） （英语）.
250. ↑  . New Straits Times. 1995-09-06. （原始内容存档于2023-04-15） （英语）.
251. ↑  Widyono (2008), p. 214.
252. ↑  Widyono (2008), p. 216.
253. ↑  Mehta et al. (2013), p. 253.
254. 1 2  Widyono (2008), p. 215.
255. ↑  Widyono (2008), p. 223.
256. 1 2  Widyono (2008), p. 241.
257. ↑  Ker Munthit. . Phnom Penh Post. 1997-03-21  [2015-07-01]. （原始内容存档于2015-08-17）.
258. ↑  Widyono (2008), p. 258.
259. ↑  Widyono (2008), p. 259.
260. ↑  Widyono (2008), p. 263.
261. ↑  Post Staff. . CNN. 1997-08-21  [2015-02-02]. （原始内容存档于2015-08-17）.
262. 1 2  Summers (2003), p. 238.
263. ↑  Post Staff. . Phnom Penh Post. 1998-11-13  [2015-12-22]. （原始内容存档于2015-12-21）.
264. ↑  Widyono (2008), pp. 167–8.
265. ↑  Imran Vittachi. . Phnom Penh Post. 1997-05-16  [2015-07-06]. （原始内容存档于2015-08-17）.
266. ↑  Mehta et al. (2013), p. 302.
267. ↑  Vong Sokheng. . Phnom Penh Post. 2002-07-05  [2015-07-01]. （原始内容存档于2015-08-17）.
268. ↑  Vong Sokheng & Robert Carmichael. . Phnom Penh Post. 2002-09-27  [2015-07-01]. （原始内容存档于2015-08-17）.
269. ↑  Chin (2005), p. 115.
270. ↑  Susan Front, Sam Rith & Chhim Sopheark. . Phnom Penh Post. 2003-08-29  [2015-07-05]. （原始内容存档于2015-08-17）.
271. ↑  Yun Samean & Lor Chandara. . The Cambodia Daily. 2003-09-17  [2015-07-05]. （原始内容存档于2015-08-17）.
272. ↑  Yun Samean. . The Cambodia Daily. 2003-10-06  [2015-07-05]. （原始内容存档于2015-08-17）.
273. ↑  Chin (2005), pp. 117, 119.
274. ↑  Widyono (2008), p. 277.
275. ↑  Chin (2005), pp. 119–120.
276. ↑  Widyono (2008), p. 278.
277. ↑  Post Staff. . Phnom Penh Post. 2004-10-22  [2015-07-06]. （原始内容存档于2015-08-17）.
278. 1 2  Liam Cochrane. . Phnom Penh Post. 2004-11-05  [2015-07-06]. （原始内容存档于2015-08-17）.
279. ↑  Vong Sokheng. . Phnom Penh Post. 2005-07-01  [2015-07-06]. （原始内容存档于2015-08-17）.
280. ↑  Vong Sokheng & Liam Cochrane. . Phnom Penh Post. 2005-10-21  [2015-07-06]. （原始内容存档于2015-08-17）.
281. 1 2  Yun Samean & Emily Lodish. . The Cambodia Daily. 2007-08-31  [2015-07-05]. （原始内容存档于2015-08-17）.
282. ↑  Erika Kinetz & Yun Samean. . The Cambodia Daily. 2007-08-31  [2015-07-05]. （原始内容存档于2015-08-17）.
283. ↑  Erik Wasson & Yun Samean. . The Cambodia Daily. 2007-09-06  [2015-07-06]. （原始内容存档于2015-08-17）.
284. ↑  Post Staff. . Phnom Penh Post. 2008-07-09  [2015-07-06]. （原始内容存档于2015-08-27）.
285. ↑  Post Staff. . Phnom Penh Post. 2009-08-20  [2015-07-06]. （原始内容存档于2015-08-27）.
286. ↑  Vong Sokheng. . Phnom Penh Post. 2011-10-31  [2015-07-07]. （原始内容存档于2015-08-27）.
287. ↑  Chun Sakada. . VOA Khmer. 2012-01-19  [2015-07-07]. （原始内容存档于2015-08-27）.
288. ↑  Post Staff. . The Jakarta Post. 2012-01-09  [2015-07-07]. （原始内容存档于2015-08-27）.
289. ↑  Meas Sokchea. . Phnom Penh Post. 2012-09-28  [2015-07-07]. （原始内容存档于2015-08-27）.
290. ↑  . 中文国际. 2012-10-15  [2019-06-17]. （原始内容存档于2019-08-16）.
291. ↑  David Boyle. . Phnom Penh Post. 2012-10-15  [2015-07-07]. （原始内容存档于2015-08-27）.
292. ↑  . 人民网. 2012年10月17日  [2019年6月20日]. （原始内容存档于2020年5月16日）.
293. ↑  AKP Phnom Penh. . Agence Kampuchea Press. 2012-10-15  [2015-07-07]. （原始内容存档于2015-08-27）.
294. ↑  . 人民网. 2012年10月16日  [2019年6月20日]. （原始内容存档于2019年6月20日）.
295. ↑  . 中国新闻网. 2012年10月17日  [2019年6月20日]. （原始内容存档于2019年6月20日）.
296. ↑  AKP Phnom Penh. . Agence Kampuchea Press. 2012-10-17  [2015-07-07]. （原始内容存档于2015-08-27）.
297. ↑  Cabinet of Hun Sen; Prime Minister of Cambodia. . Cambodia New Vision. 2012-10-27  [2015-12-10]. （原始内容存档于2015-12-10）.
298. ↑  Vong Sokheng. . Phnom Penh Post. 2012-11-27  [2015-07-25]. （原始内容存档于2015-08-27）.
299. ↑  Rachel Vandenbrink. . Radio Free Asia. 2013-02-01  [2015-07-24]. （原始内容存档于2015-08-27）.
300. ↑  AKP Phnom Penh. . Agence Kampuchea Presse. 2013-02-04  [2015-07-25]. （原始内容存档于2015-08-27）.
301. ↑  May Titthara & Shane Worrell. . Phnom Penh Post. 2013-02-08  [2015-07-25]. （原始内容存档于2015-08-27）.
302. ↑  Sen David. . Phnom Penh Post. 2013-10-13  [2015-07-25]. （原始内容存档于2015-08-27）.
303. ↑  Sovannara. . Khmer Times. 2014-07-13  [2015-07-25]. （原始内容存档于2015-08-27）.
304. ↑  Cat Barton. . Phnom Penh Post. 2007-08-23  [2015-09-11]. （原始内容存档于2015-09-24）.
305. 1 2 3  Kinetz et al. (2006), p. 5.
306. 1 2  Baumgärtel (2006), p. 11.
307. ↑  Osborne (1994), p. 177.
308. ↑  Osborne (1994), p. 178.
309. ↑  Osborne (1994), p. 179.
310. ↑  Osborne (1994), p. 180.
311. 1 2  Osborne (1994), p. 183.
312. 1 2  Marlay and Neher (1999), p. 163.
313. ↑  Wemaere (2013), pp. 13, 54.
314. ↑  Baumgärtel (2006), p. 2.
315. ↑  Scott-Maxwell (2008), p. 184.
316. ↑  Scott-Maxwell (2008), p. 186.
317. ↑  Scott-Maxwell (2008), p. 185.
318. ↑  Scott-Maxwell (2008), p. 189.
319. 1 2  LinDa Saphan.  (PDF). International Institute for Asian Studies.   [2015-07-10]. （原始内容 (PDF)存档于2015-08-27）.
320. ↑  Scott-Maxwell (2008), p. 187.
321. ↑  Scott-Maxwell (2008), p. 188.
322. ↑  Michelle Vachon. . The Cambodia Daily. 2012-10-17  [2015-07-10]. （原始内容存档于2015-08-27）.
323. ↑  Sisario, Ben. . New York Times. 2015-04-09  [2019-06-17]. （原始内容存档于2019-06-17）.
324. ↑  Downing, Andy. . Columbus Alive. 2015-05-28  [2019-06-17]. （原始内容存档于2019-06-17）.
325. ↑  Widyono (2008), p. 157.
326. ↑  Kinetz et al. (2006), p. 6.
327. ↑  Osborne (1994), p. 3.
328. 1 2 3  Narong (2007), p. 342.
329. ↑  Osborne (1994), p. 92.
330. ↑  Chandler (1991), p. 121.
331. ↑  Jeldres (2005), p. 194.
332. ↑  Widyono (2008), p. 280.
333. ↑  央视网. . 2018年11月21日  [2019年6月17日]. （原始内容存档于2019年6月17日）.
334. ↑  Post Staff. . Agence Kampuchea Presse. 2012-10-15  [2015-07-13]. （原始内容存档于2015-08-27）.
335. ↑  Lor Chandara & Wency Leung. . The Cambodia Daily. 2004-10-14  [2015-07-21]. （原始内容存档于2015-09-03）.
336. ↑  Cabinet of Prime Minister Hun Sen. . Cambodia New Vision. 2012-11-12  [2015-07-21]. （原始内容存档于2015-09-03）.
337. ↑  អត្ថបទ អង្គភាពព័ត៌មាន និងប្រតិកម្មរហ័ស (Press and Quick Reaction Unit). . Office of the Council of Ministers. 2012-11-13  [2015-07-23]. （原始内容存档于2015-08-27）.
338. 1 2 3 4 5 6 7 8 9 10 11 12 13 14 15 16 17 18 19 20 21 22 23 24 25 26 27  .   [2019-06-18]. （原始内容存档于2019-06-13）.
339. ↑  ราชกิจจานุเบกษา, ประกาศสำนักคณะรัฐมนตรี เรื่อง ถวายเครื่องขัตติยราชอิสริยาภรณ์แด่พระมหากษัตริย์แห่งกัมพูชา （页面存档备份，存于）, เล่ม ๗๑, ตอน ๘๖ ง, ๒๘ ธันวาคม พ.ศ. ๒๔๙๗, หน้า ๒๘๘๐
340. ↑  K. K. Thomas, Asian Recorder, Volume 1, Issues 53-88; Volume 2, Recorder Press, 1956, p. 666
341. ↑  Agustín Muñoz Grandes, Boletín Oficial del Estado （页面存档备份，存于）, B.O.E. Número 175, 23 Junio 1956, Gobierno de España
342. ↑  . （原始内容存档于2008-02-07） （俄语）.
343. ↑   (PDF).   [2019-06-18]. （原始内容存档 (PDF)于2016-03-03）.
344. ↑  Chief editor, Order of Temasek for Sihanouk, The Straits Times, 8 December 1967, Page 1
345. ↑  . 1962: 821  [2021-09-27]. （原始内容存档于2022-07-20） （印度尼西亚语）. Patut kiranja deketahui, bahwa Tamu Negara Pangeran Norodom Sihanouk telah dianugerahkan Bintang RI klas 1 ...
346. ↑   (PDF).   [2019-06-18]. （原始内容存档 (PDF)于2015-09-27）.
347. ↑  Jeldres (2005), p. 69.
348. ↑  Osborne (1994), p. 236.
349. ↑  .   [2019-06-17]. （原始内容存档于2019-07-01）.
350. ↑  .   [2019-06-17]. （原始内容存档于2019-07-01）.
351. 1 2  Jeldres (2003), p. 84
352. 1 2  Jeldres (2003), p. 96
353. 1 2 3  Jeldres (2003), p. 97

### 书目
- Burchett, William G.; Norodom, Sihanouk. . United States of America: Penguin Books. 1973. ISBN 0-14-021689-8.
- Chandler, David P. . United States of America: Yale University Press. 1991. ISBN 0-300-05752-0.
- Chandler, David P.  4th. Westview Press. 2008. ISBN 0813343631.
- Chin, Kin Wah. . National University of Singapore: Institute of Southeast Asian Studies. 2005. ISBN 981-230-306-5.
- Clymer, Kenton. . Routledge. 2013. ISBN 9781134341566.
- Findlay, Trevor.  (PDF). Stockholm International Peace Research Institute. Solna, Sweden: Oxford University Press. 1995  [2016-05-22]. ISBN 0-19-829186-8. （原始内容 (PDF)存档于2009-08-05）.
- Jeldres, Julio A. . Phnom Penh Cambodia: Monument Books. 2003. OCLC 54003889.
- Jeldres, Julio A. . Phnom Penh Cambodia: Monument Books. 2005. ISBN 974-92648-6-X.
- Marlay, Ross; Neher, Clark D. . Lanham, Maryland, United States of America: Rowman & Littlefield. 1999. ISBN 0-8476-8442-3.
- Mehta, Harish C. & Julie B. . Singapore: Marshall Cavendish International Asia Pte Ltd. 2013. ISBN 981-4484-60-1.
- Mehta, Harish C. . Singapore: Graham Brash. 2001. ISBN 981-218-086-9.
- Narong, Men S. . Phnom Penh Cambodia: Media Business Networks. 2007. ISBN 99950-66-00-9.
- Osborne, Milton E. . Honolulu, Hawaii, United States of America: University of Hawaii Press. 1994. ISBN 978-0-8248-1639-1.
- Peou, Sorpong. . National University of Singapore: Institute of Southeast Asian Studies. 2000. ISBN 981-230-042-2.
- Summers, Laura. . New York, United States of America: Psychology Press. 2003: 227–243. ISBN 1-85743-133-2.
- Widyono, Benny. . Lanham, Maryland, United States of America: Rowman & Littlefield. 2008. ISBN 0-7425-5553-4.

### 报导
- Baumgärtel, Tilman.  (PDF). Department of Media and Communication–Royal University of Phnom Penh. 2010  [2015-07-08]. （原始内容 (PDF)存档于2015-08-26）.
- Cohen, Arthur.  (PDF). Central Intelligence Agency (Directorate of Intelligence). 1968-04-09  [2015-06-18]. （原始内容 (PDF)存档于2015-08-26）.
- Jeldres, Julio.  (PDF). Cross-Currents: East Asian History and Culture Review. September 2012, (4): 53–64  [2015-09-01]. （原始内容 (PDF)存档于2015-09-30）.
- Kinetz, Erika; Kimsong, Kay; Wasson, Erik; Chan Thul, Prak.  (PDF). The Cambodia Daily. 2006-10-31  [2015-07-09]. （原始内容 (PDF)存档于2015-08-17）.
- Scott-Maxwell, Aline. . Fontes Artis Musicae. January 2008, 5 (1): 180–190. JSTOR 23512420.
- Wemaere, Séverine (managing director).  (PDF). Technicolor Film Foundation. 2013-06-01  [2015-07-08]. （原始内容 (PDF)存档于2015-08-26）.